# Trás-os-Montes
Trás-os-Montes e Alto Douro (pronunciación en portugués: /ˌtɾazuʒˈmõtɨz i ˈaltu ˈðowɾu/, que significa literalmente en español «Detrás de los Montes y Alto Duero») es una provincia histórica de Portugal situada en el noreste del país, con capital en Vila Real. Aunque su demarcación territorial ha variado a lo largo de la historia, equivale a los actuales distritos de Vila Real y Braganza, y parte de los de Viseo y Guarda. Su economía se basa en el sector primario y es una de las regiones portuguesas con mayor despoblación. No obstante lidera la producción de castañas, aceite de oliva, vino, almendras, miel y embutidos.
Limita al oeste con Entre Douro e Minho (actuales distritos de Braga, Oporto y Viana), al sur con la Beira, al norte con Galicia y al este con Castilla y León. A veces, algunas publicaciones castellanizan su nombre como Tras-los-Montes y Alto Duero.

## Geografía

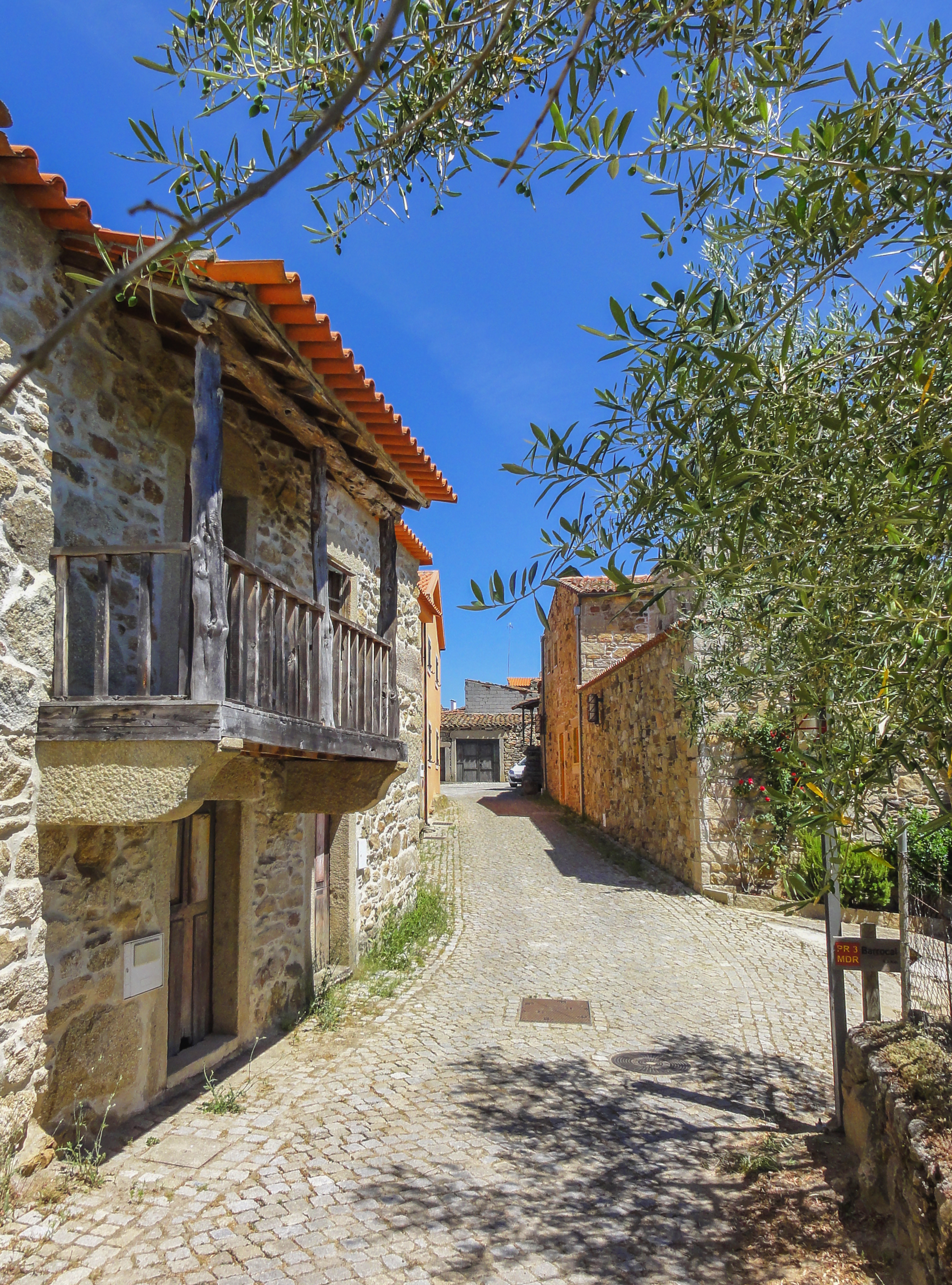
Arquitectura típica de Trás-os-Montes, en Picote, Miranda de Duero, parque natural del Duero Internacional

El nombre de Trás-os-Montes y Alto Duero se refiere a la localización al este de montañas tales como Marão, Alvão y Gerês, que separan el interior de la costa, y que forman un valle alrededor del río Duero. Estas barreras naturales han mantenido despoblada y pobre a esta región de Portugal durante varios siglos, siendo la causa de que muchos de sus habitantes se hayan visto obligados a emigrar a la costa o a otros países como Brasil, Francia, Luxemburgo o Suiza. 
Esta región se compone de dos distritos uno de ellos a la derecha (norte) del río Duero Vila Real y Braganza, distrito incluido como parte de la región Norte de Portugal, el otro distrito se compone de otras 5 municipalidades en el sur de río Duero, todas ellas incluidas en Viseo y Guarda, siendo todas ellas parte de la región Centro. 
Las ciudades más importantes en la región son: Vila Real, Braganza, Chaves, Mirandela, Macedo de Cavaleiros, Lamego, Peso da Régua, Miranda de Duero y Valpaços. Todas ellas son relativamente pequeñas y pobladas con menos de 50 000 habitantes. Mucha gente en esta región vive en pequeñas poblaciones. Tradicionalmente estas villas estaban desconectadas de la costa debido a la inexistencia de buenas carreteras, y sufrían de esta forma los efectos de la pobreza y el aislamiento. En estos casos se puede entender que la inmigración era la única solución. Hoy en día la situación ha mejorado con mejores carreteras y comunicaciones, pero la mayoría de las poblaciones continúan perdiendo población, sobre todo gente joven que prefiere acudir a las grandes ciudades donde suele haber mayor número de comodidades y más oportunidades de poder ejecutar una carrera.
En las pequeñas villas la actividad agrícola se mantiene a buen ritmo, de tal forma que es posible todavía obtener un buen: maíz, trigo, un estupendo aceite de oliva con un sabor muy característico, las castañas y unas uvas delicadas muy empleadas en la elaboración de vino de la comarca (denominado vino de Oporto) así como una gran cantidad de productos agrícolas muy naturales. El granito y el agua mineral son también industrias muy importantes en la región.

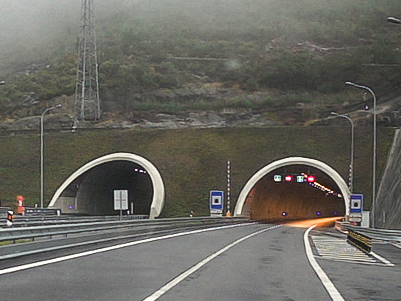
Túnel de Marão, principal puerta de entrada a Trás-os-Montes

### Comunicaciones
Trás-os-Montes ha sido siempre una región periférica, aislada, con un relieve montañoso que ha dificultado mucho las comunicaciones. No obstante, hoy en día existen mejores infraestructuras, que facilitan la conectividad con el resto del país.
La IP4 fue el primer itinerario moderno que marcó un cambio de acceso a Trás-os-Montes desde el litoral. Sin embargo, existían tramos peligrosos en la zona de Marão. En 2016 se completó la ampliación de la A4 entre Amarante y Braganza con la frontera española en la provincia de Zamora, la llamada «Autopista Transmontana», que incluye el nuevo Túnel de Marão, entre Amarante y Vila Real, que se proyectó como solución a los accidentes que se producían, año tras año, en la IP4. Hoy, este túnel, el de mayor longitud de la península ibérica, permite recorrer esta ruta de forma más rápida y segura. La otra autopista transmotana es la A24, que conecta Viseo con Chaves y la frontera española en la provincia de Orense. También destaca la carretera complementaria IC5, que conecta Miranda de Duero con el litoral.

### Clima
La región se ha dividido siempre en dos zonas climáticas, conocidas como la Tierra Fría y la Tierra Caliente transmontanas. La Tierra Fría es la zona con inviernos muy fríos y prolongados, con veranos calientes y secos, mientras que la Tierra Caliente tiene inviernos más cortos, aunque igualmente muy fríos, con veranos muy calientes y secos que dejan notar su influencia incluso en la primavera y el otoño, que son más cortos de lo normal.

### Naturaleza
Trás-os-Montes destaca principalmente por sus contrastes paisajísticos. Al norte se encuentra el parque natural de Montesinho, al este el parque natural del Duero Internacional, haciendo de frontera con España, al noroeste el parque nacional de Peneda-Gerês, al este las sierras de Marão y de Alvão y al sur la región del Alto Duero Vinatero, declarada Patrimonio de la Humanidad por la Unesco el 14 de diciembre de 2001. El noreste de la región está declarado reserva de la biosfera por la Unesco bajo la denominación de Meseta Ibérica.

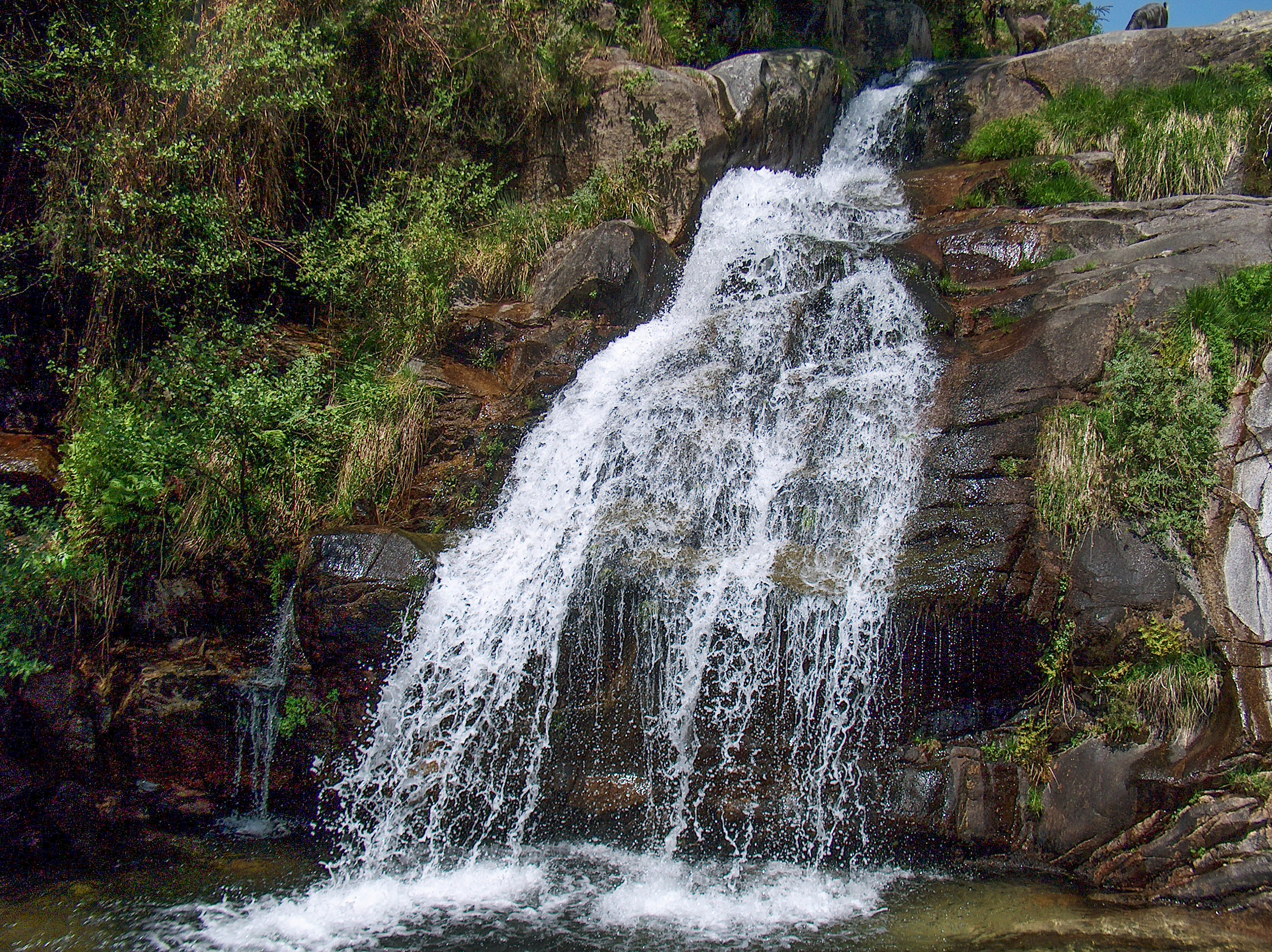
Sierra de Alvão
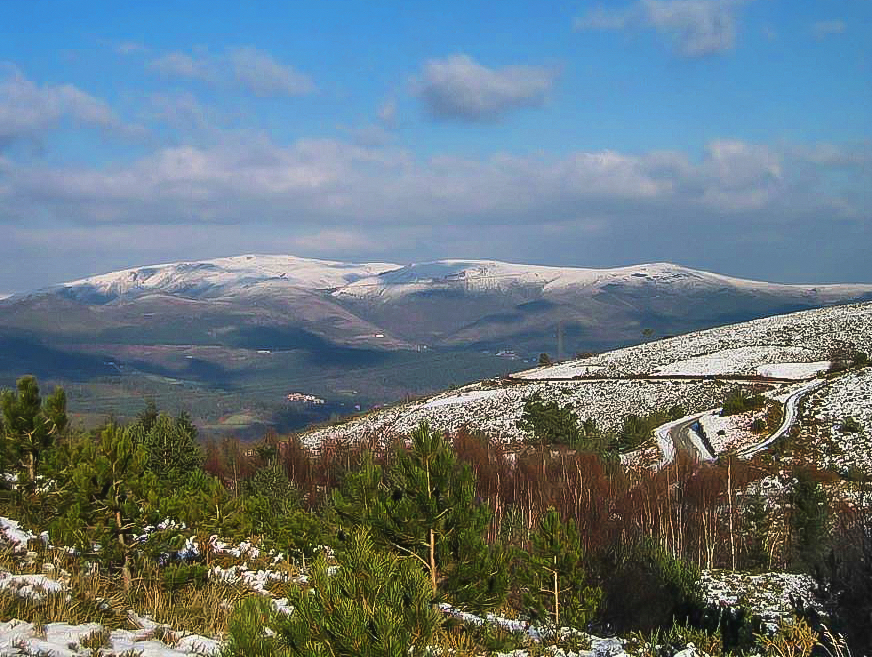
Sierra de Marão
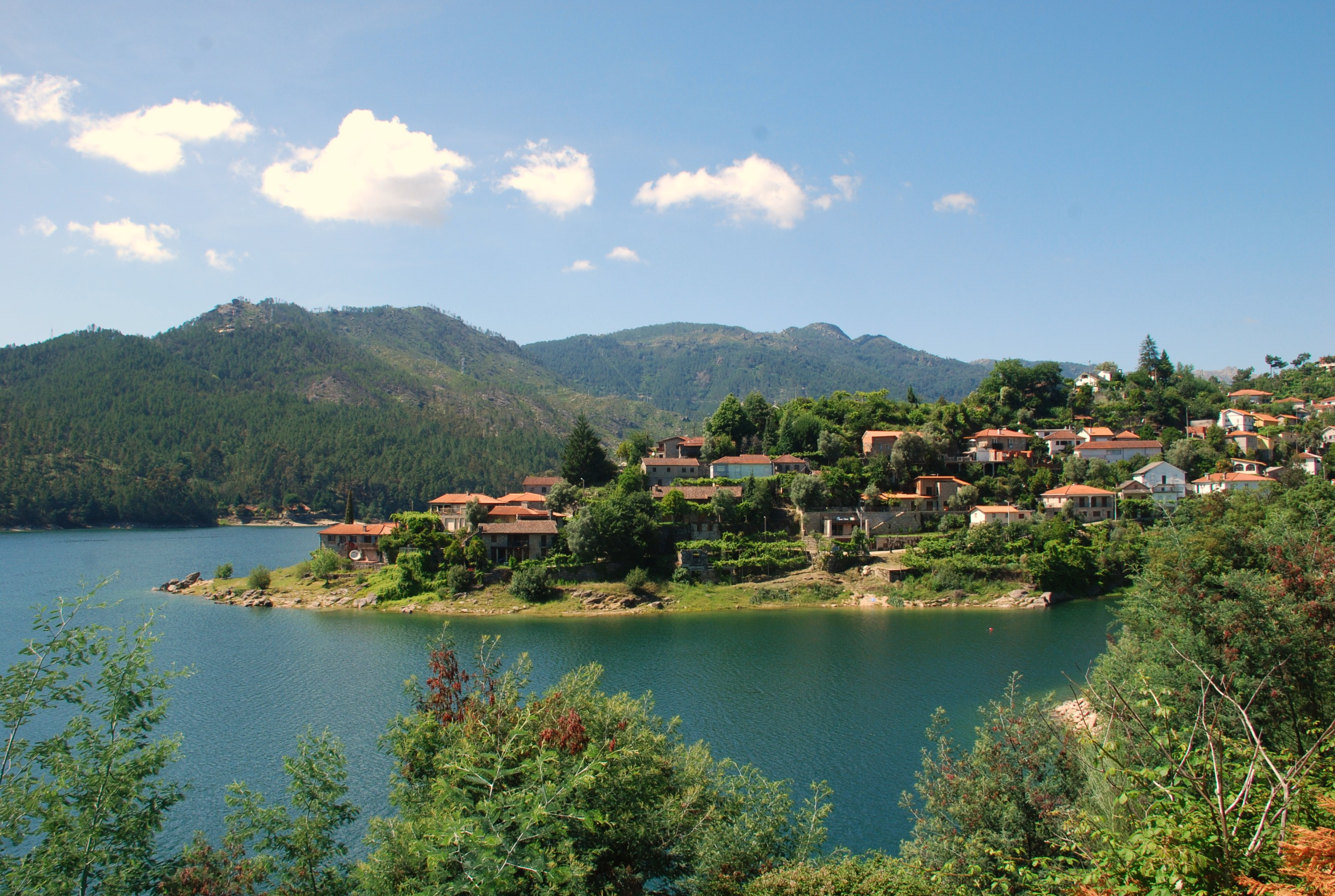
Peneda-Gerês
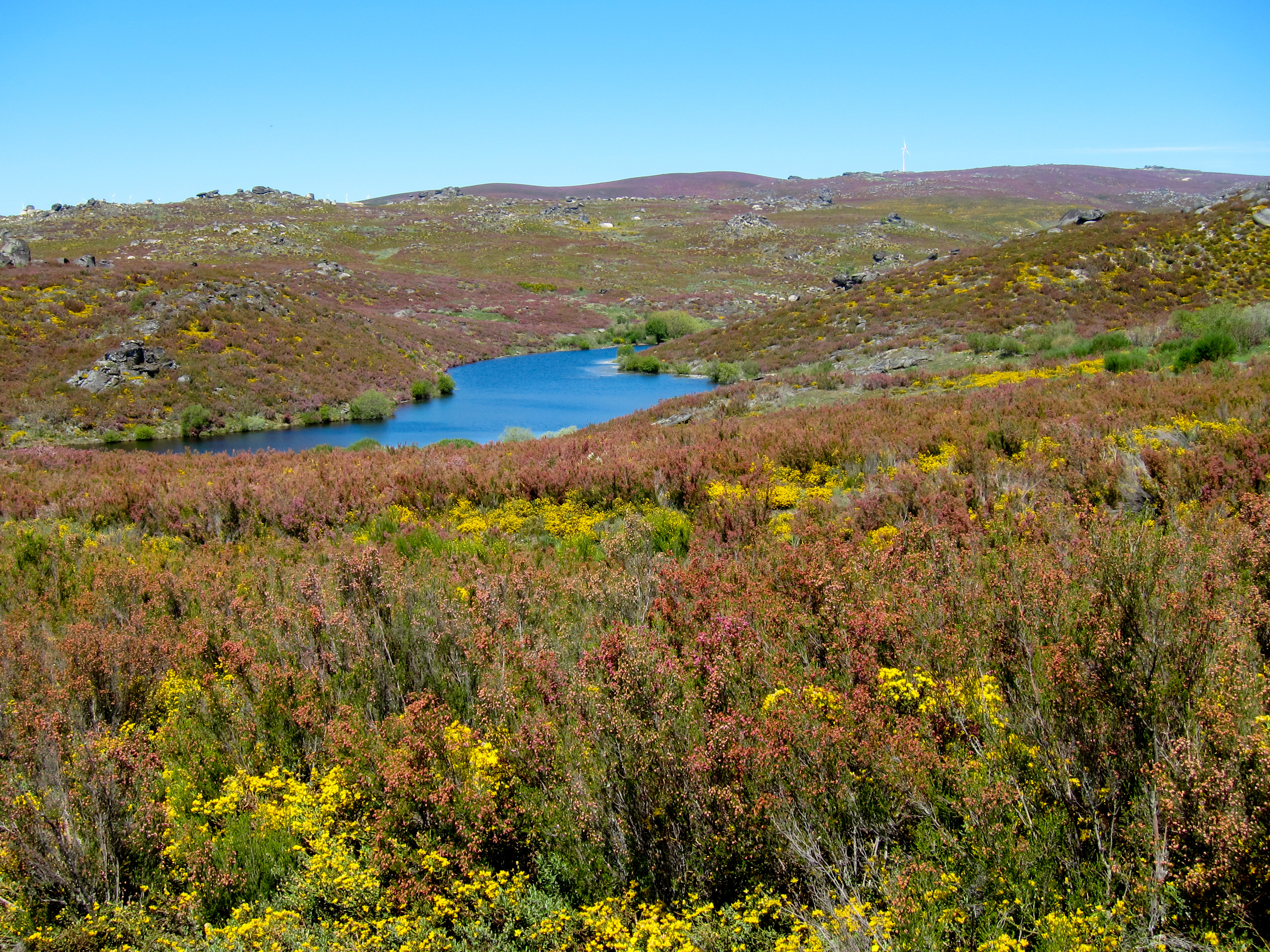
Montesinho
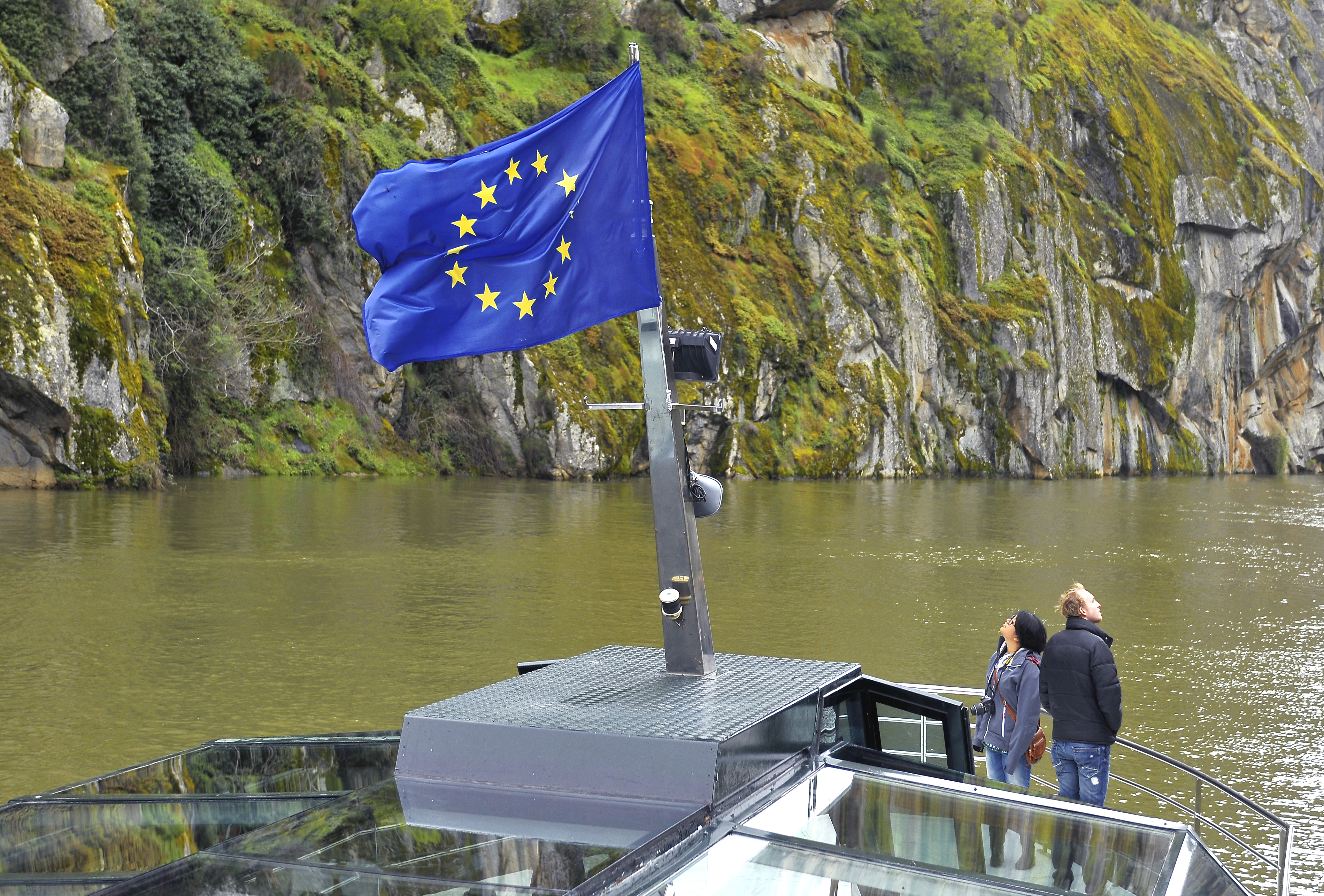
Duero Internacional
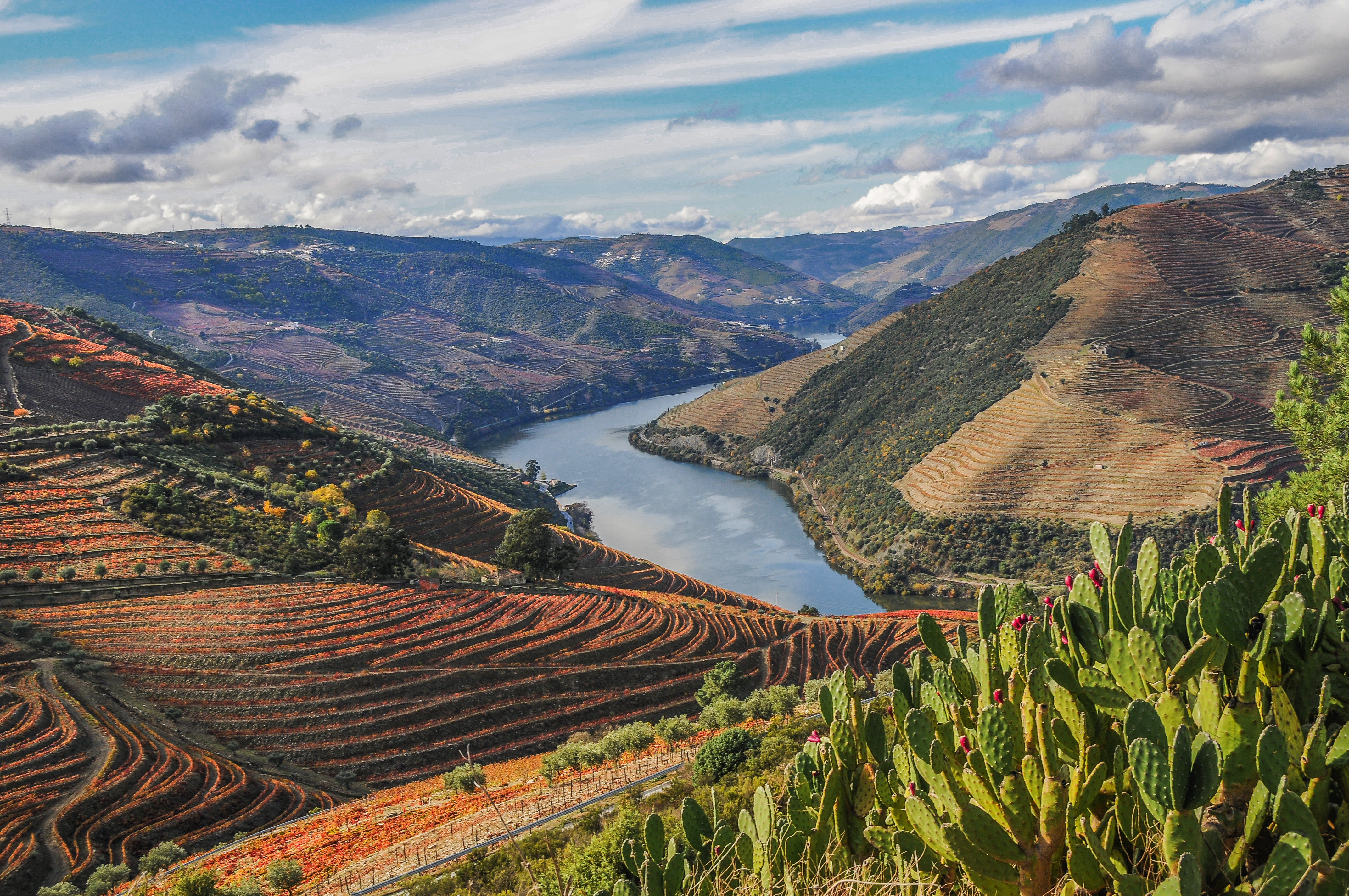
Alto Duero Vinatero

### Hidrografía
El Duero es el río más destacado de este territorio y vertebrador del relieve y la disposición geográfica y humana. A él rinden sus aguas los siguientes ríos en importancia: el río Sabor, el río Túa y el río Corgo, cuyos cursos sirvieron para encauzar el transporte ferroviario de la región. Otro río importante es el Támega, que sirve de límite de la región por el oeste. Uno de sus afluentes es el río Rabagão, que también sirve para delimitar la región y en el que están construidos los embalse del Alto Rabagão y Venda Nova. En el río Azibo, afluente del Sabor, se establece el pantano del Azibo, espacio natural protegido de interés turístico. El río Sabor da lugar al embalse del Bajo Sabor, uno de los de más capacidad de la región. Cerca de este se encuentran los situados en el Duero Internacional: el de Castro, el de Miranda, el de Picote, el de Bemposta, el de Aldeadávila y el de Saucelle. La mitad de titularidad portuguesa y la otra mitad española.
Sin duda la infraestructura hidroeléctrica más importante de la región el canal de navegación del Alto Duero Vinatero, que hace posible el tránsito de los cruceros turísticos desde Oporto hasta la frontera española en Barca de Alba. Es posible gracias a las esclusas de las presas de Pocinho, Valeira, Régua, Carrapatelo y Crestuma-Lever.

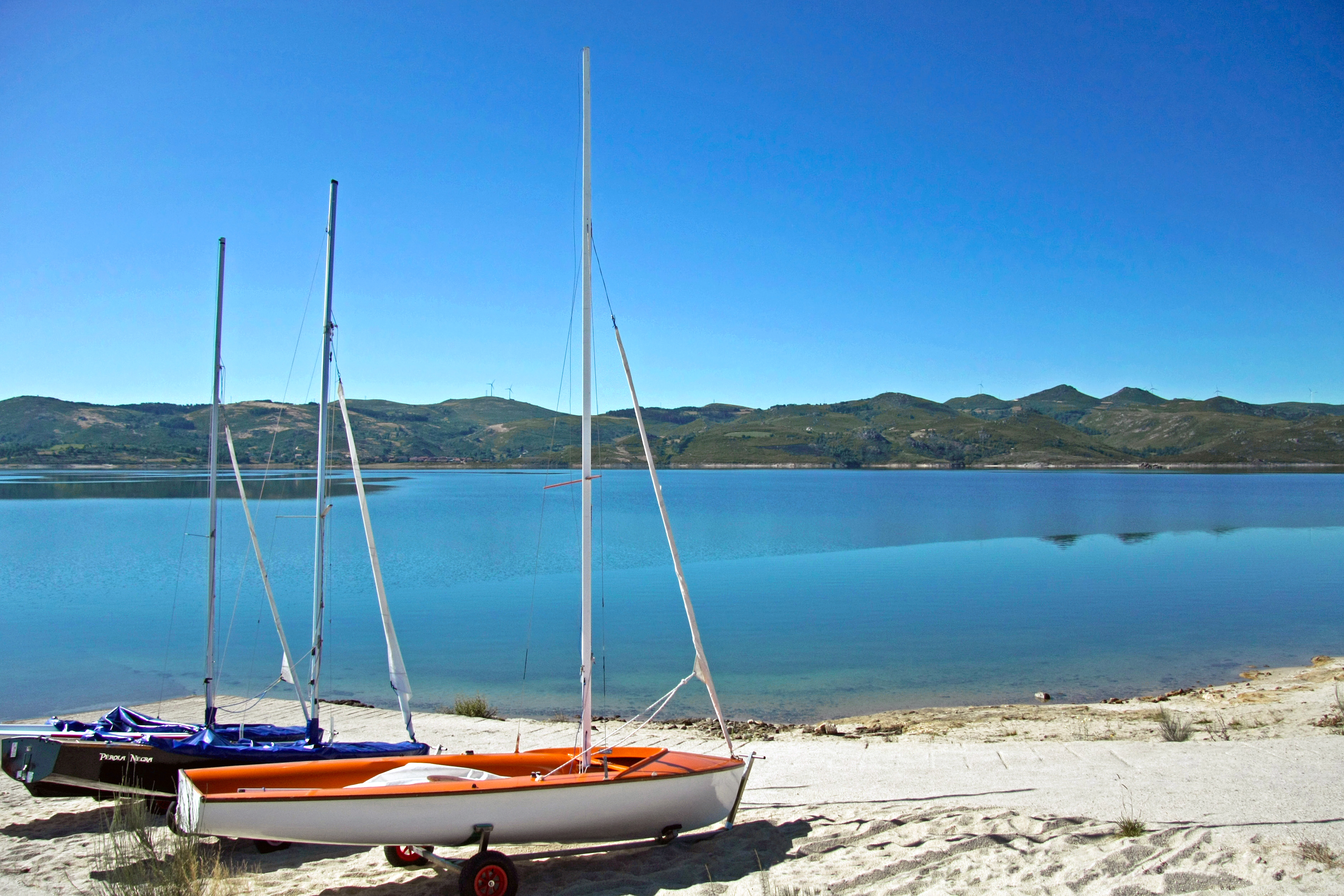
Embalse del Alto Rabagão
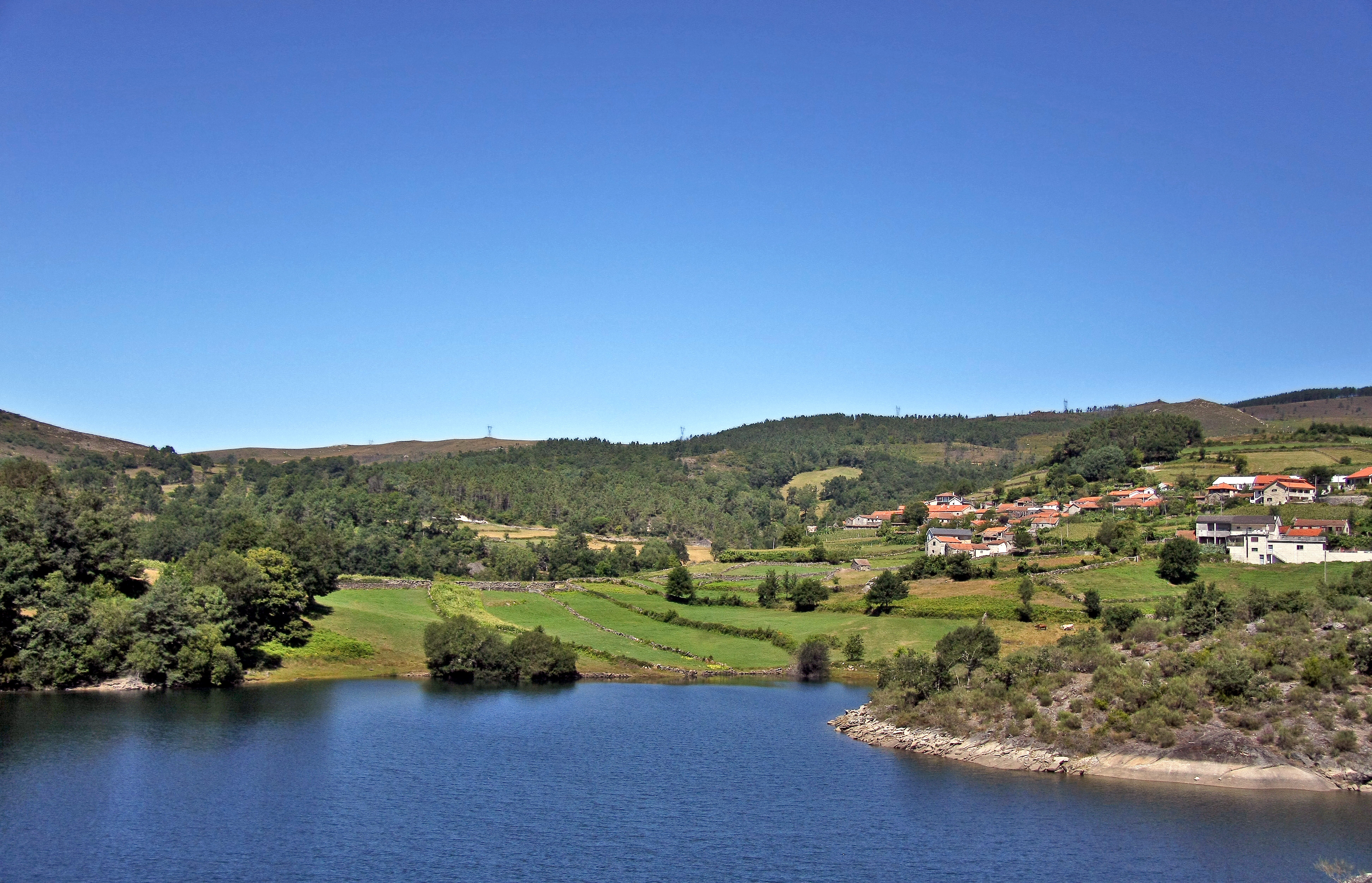
Embalse de Venda Nova
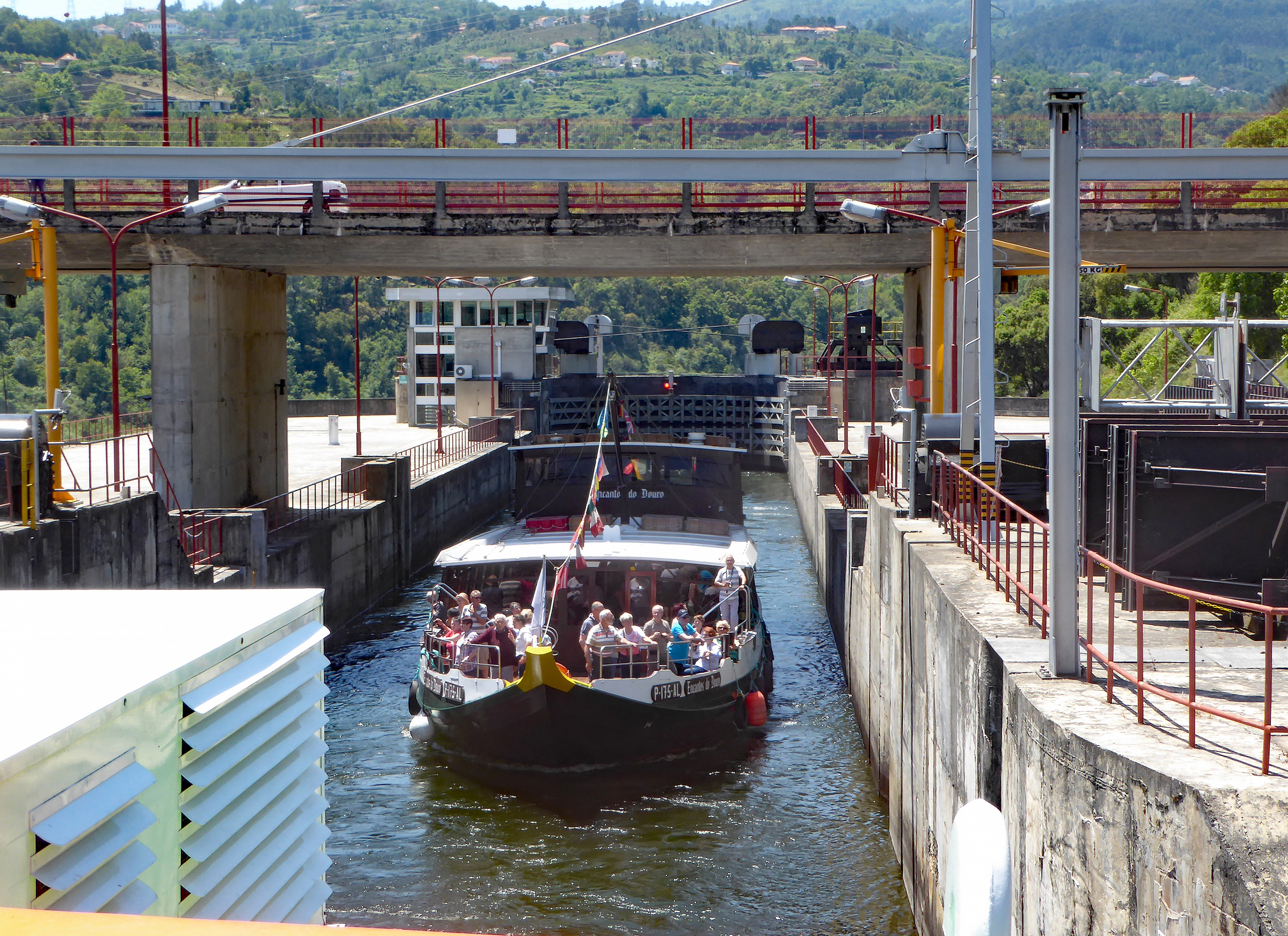
Esclusa de Carrapatelo
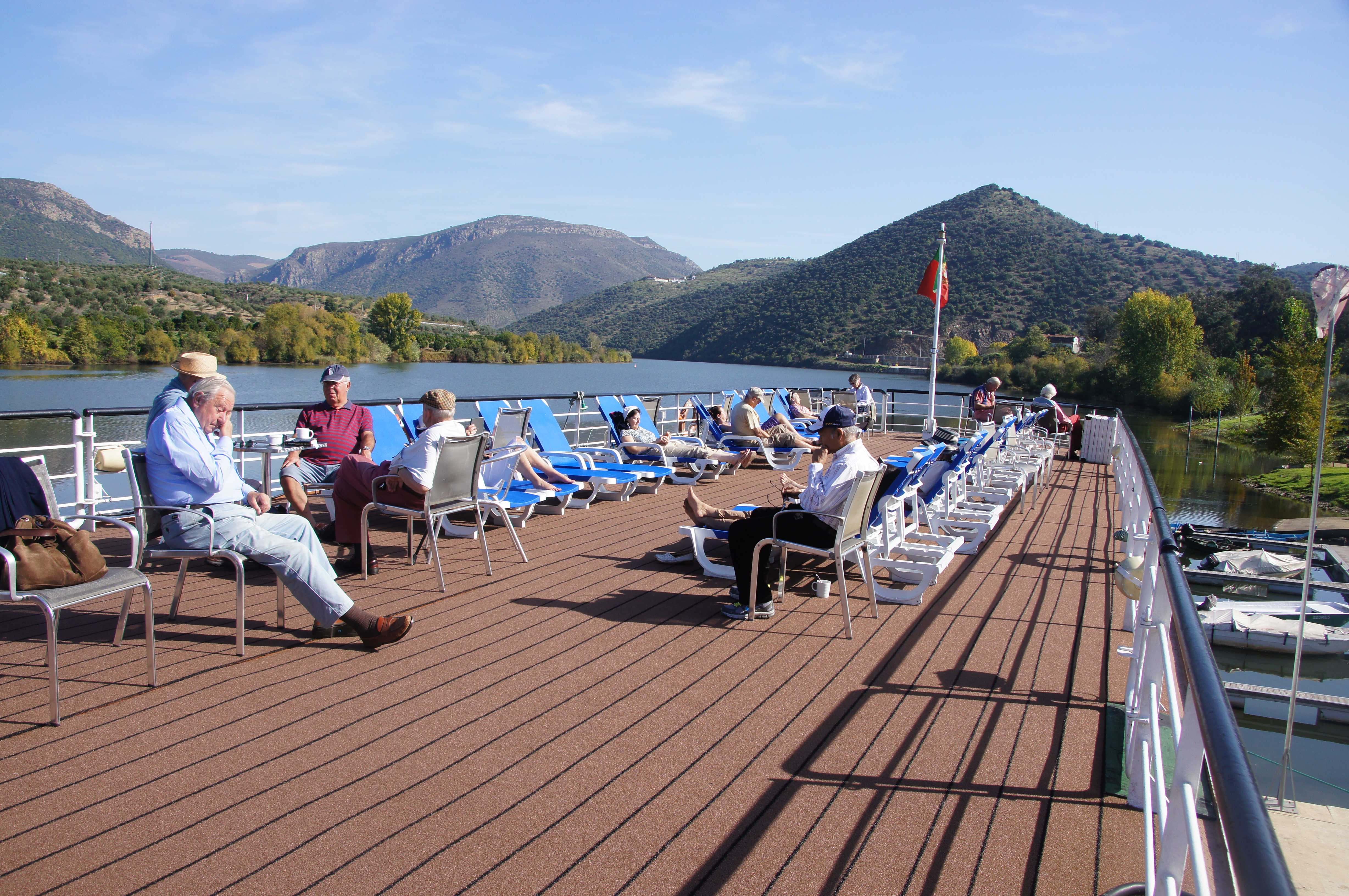
Crucero por el Duero
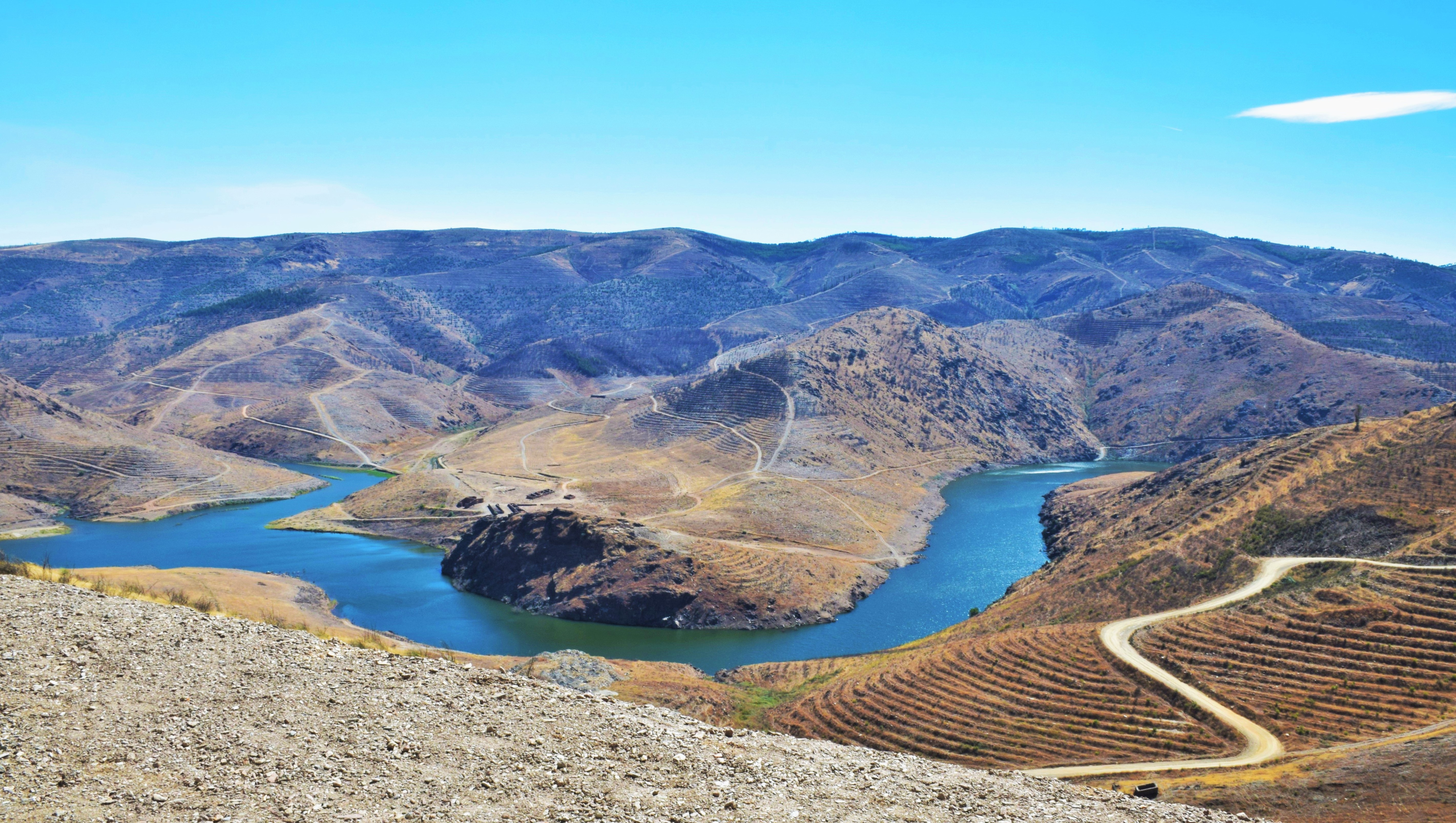
Embalse del Bajo Sabor
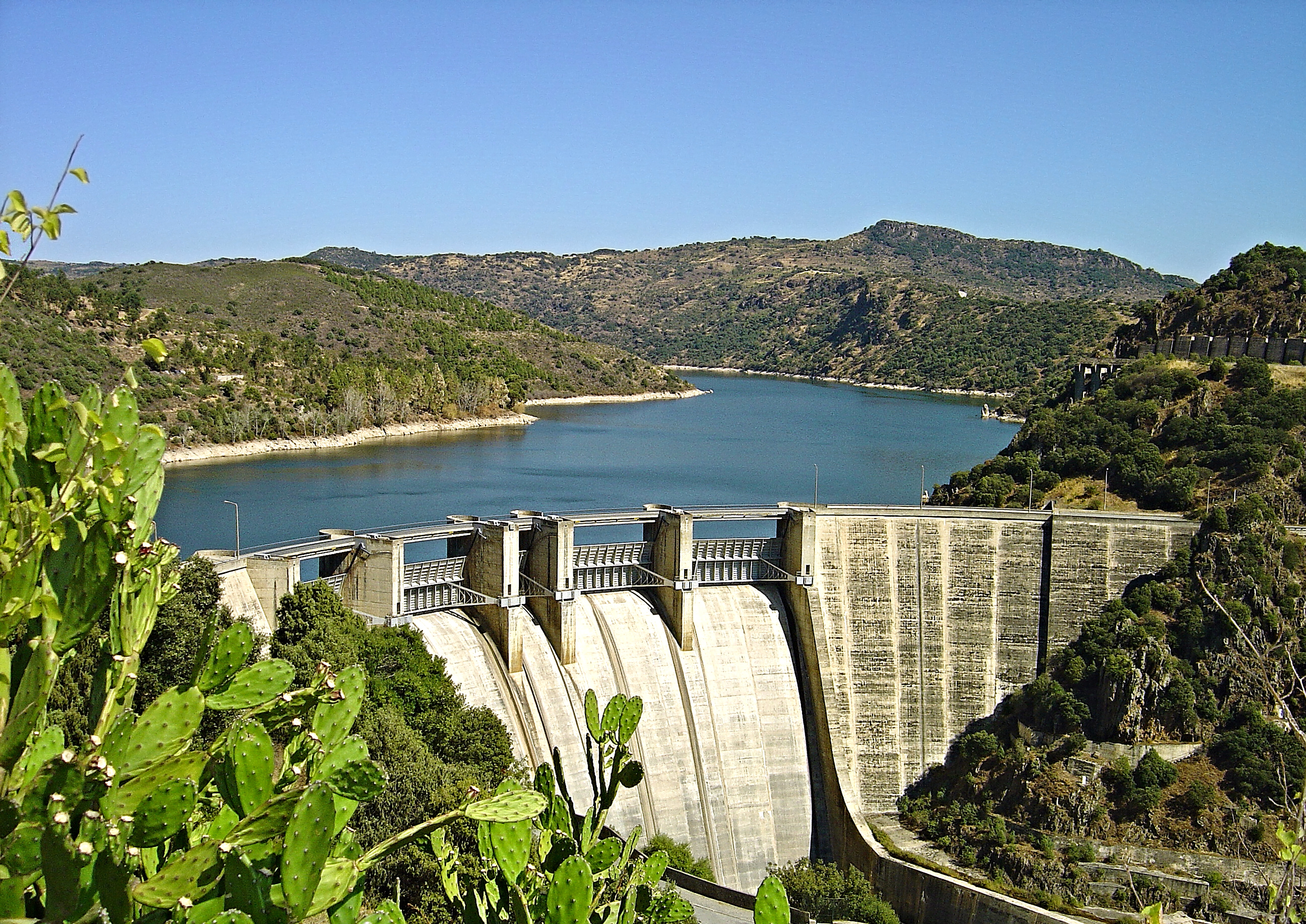
Presa de Bemposta

## Historia
Trás-os-Montes fue una de las seis grandes divisiones administrativas en las que se dividió el territorio de Portugal desde el siglo XV. La división se conoció como comarca hasta el siglo XVI, a partir de entonces fue conocida como provincia. Tradicionalmente, el territorio de Trás-os-Montes está limitado por Galicia al norte, por Castilla y León al este, por el río Támega y las sierras de Marão y Alvão al oeste y por el río Duero al sur. Estos límites han variado ligeramente con el tiempo.
Hasta el siglo XVII, la provincia de Trás-os-Montes era una corrección o partido judicial, administrada por un corregidor o magistrado con funciones judiciales y administrativas. Al mismo tiempo, en caso de guerra, la provincia constituía también la zona de acción de un oficial mayor, un comandante militar que recibía el mando operativo de las tropas de la provincia en campaña.
A partir del siglo XVII, la provincia se dividió en varias correcciones, cada una con su corregidor. La región se convirtió entonces en solo una unidad estadística y en una región militar comandada por un gobernador de armas. A principios del siglo XIX, Trás-os-Montes incluía las comarcas de Braganza, Miranda de Duero, Torre de Moncorvo y Vila Real. Dentro de su territorio se encontraba también el coto de Ervededo, que dependía de la comarca de Braga (provincia de Entre-Douro-e-Minho).
La región de Trás-os-Montes permaneció en la división administrativa de 1832. En ese momento tenía un prefecto a su cargo, un magistrado que representaba al gobierno central, y un consejo general provincial como órgano local. La provincia se dividió en las comarcas de Braganza, Chaves, Torre de Moncorvo y Vila Real. Las comarcas tenían cada una un subprefecto, que representaba al prefecto.
En la reforma administrativa de 1835, Portugal se dividió en distritos y se mantuvo la división en provincias, pero estas se convirtieron en meras agrupaciones de distritos con fines estadísticos y de referencia regional, sin ningún tipo de institución relacionada. La provincia de Trás-os-Montes pasó a agrupar los distritos de Braganza y Vila Real.
La provincia fue restablecida por la reforma administrativa de 1936, de conformidad con la constitución de 1933 del Estado Novo. Las nuevas provincias se crearon sobre la base de un estudio geográfico que identificó 13 regiones naturales en el territorio de Portugal continental. La región natural de Trás-os-Montes y la región natural del Alto Duero se agruparon en la provincia de Trás-os-Montes y Alto Duero. El Alto Duero, una de las dos regiones naturales que constituyen la provincia de Trás-os-Montes, está considerado Patrimonio de la Humanidad.
Sin embargo, las provincias nunca tuvieron ninguna atribución práctica y desaparecieron de la escena administrativa con la revisión constitucional de 1959, aunque no del imaginario colectivo de los portugueses. La constitución de 1976 no las recuperó.
La propuesta de regionalización de Portugal, que conllevaba entre otras la creación oficial de la región administrativa de Trás-os-Montes, fue sometida a referéndum en 1998. El referéndum tuvo baja participación (menos del inferior requerido para darlo como válido) y no se logró ejecutar el cambio administrativo propuesto. La región transmotana propuesta incluía los 31 municipios de la provincia de 1936, además del municipio de Mêda, en el distrito de Guarda.

### Llegada del ferrocarril

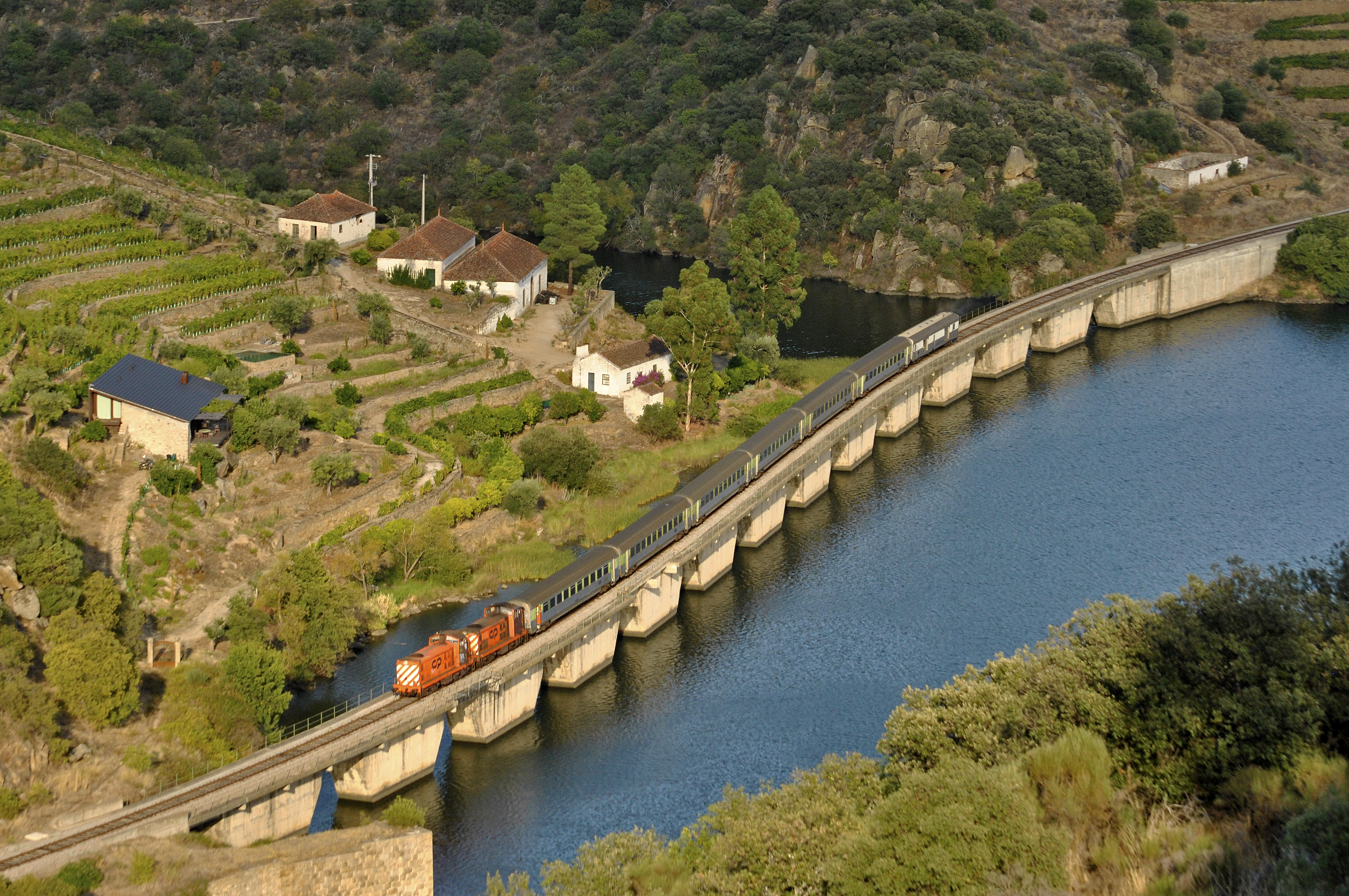
La línea del Duero a su paso por Ferradosa, en el municipio de São João da Pesqueira

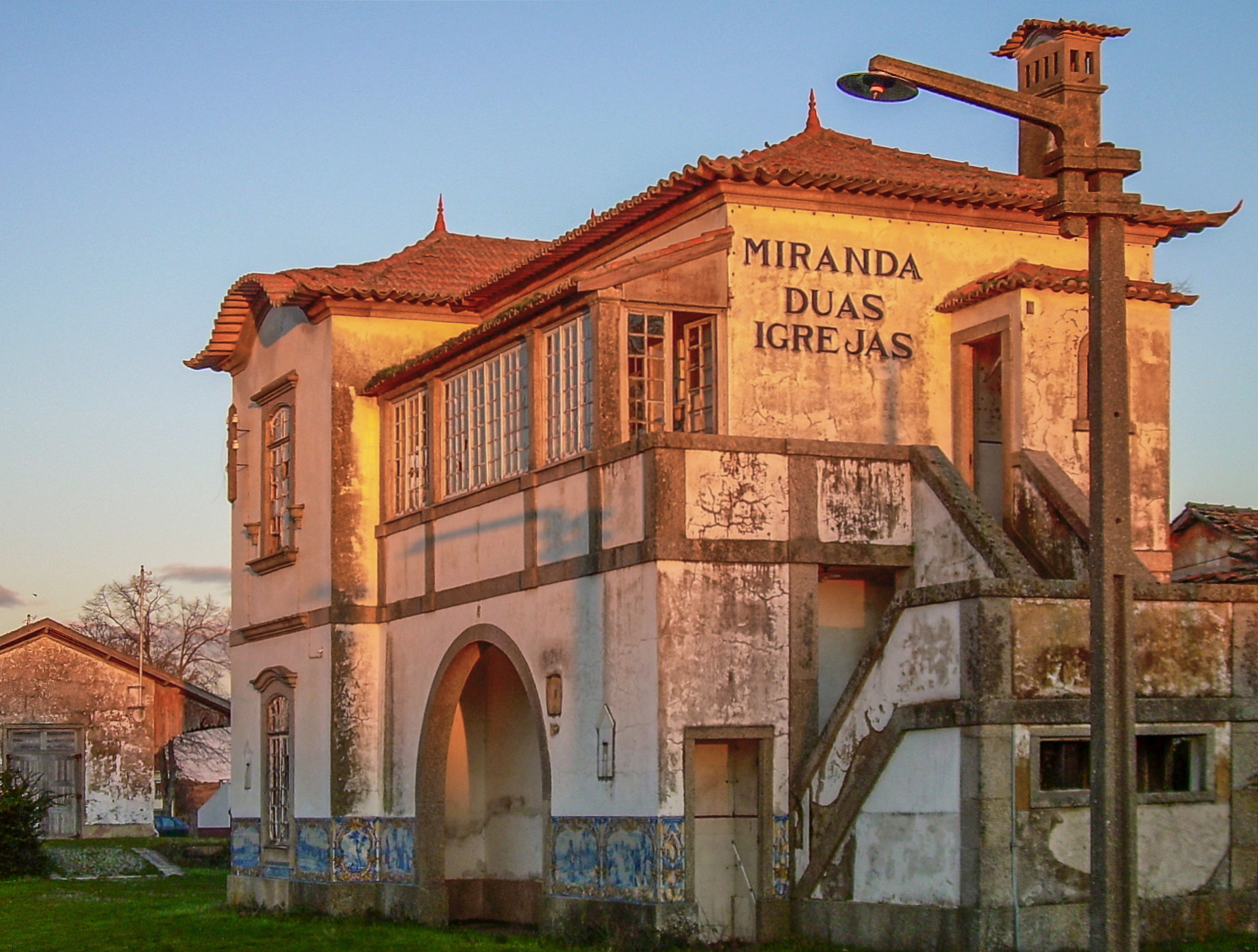
Estación de Duas Igrejas-Miranda, al final de la línea del Sabor

#### Línea del Duero
En 1867, el Estado portugués presentó a los ayuntamientos los proyectos de conexión ferroviaria de ancho ibérico que unirían Oporto con el norte del país.
Además de facilitar la movilidad de los habitantes de Trás-os-Montes, el principal propósito de construir la línea del Duero era poder transportar abono, semillas y otros productos, así como la producción agrícola de las regiones de interior, especialmente el vino de Oporto, que se cultivaba en el interior, se transportaba con rabelos por el río Duero y se fermentaba en Oporto. De esta manera, se buscaba así una alternativa al transporte fluvial, bastante limitado por la entonces reducida capacidad de navegación del Duero. Debido a su importancia, la construcción de la Línea del Duero adquirió prioridad en relación con otros proyectos ferroviarios en Portugal, como la continuación del Ferrocarril del Sur hasta al Algarve.
Después de asegurar la conexión de Oporto con la red ferroviaria europea a través de Salamanca, se puso la atención en tres nuevas líneas para Trás-os-Montes. La línea del Sabor, la línea del Túa y la línea del Corgo, siguiendo los cursos de los respectivos ríos del mismo nombre.

#### Línea del Sabor
La construcción de la línea del Sabor tenía como objetivo apoyar una conexión ferroviaria a la Meseta de Miranda, atravesando los ayuntamientos de Torre de Moncorvo, Freixo, Mogadouro, Vimioso y Miranda de Duero, pues esta región poseía una fuerte producción agrícola, principalmente en términos de ganadería, e importantes recursos naturales, destacándo las minas de hierro en Torre de Moncorvo y los depósitos de mármol y alabastro de Santo Adrião, en Vimioso. No obstante, a pesar de su riqueza, esta zona se encontraba muy deficiente en términos de comunicaciones, con la red viaria poco desarrollada; de este modo, a comienzos del siglo XX, la Ruta Real n.º 9, entre la región de la Beira y la frontera con España, pasando por Torre de Moncorvo y Mogadouro, también estaba previsto al principio de su construcción, atravesar el río Duero junto a Pocinho. Por otro lado, la línea también debería servir al tráfico internacional en la provincia de Zamora. El tramo final hasta Duas Igrejas-Miranda fue inaugurado el 22 de mayo de 1938.
Todos los servicios ferroviarios de la línea fueron suspendidos en 1988. A comienzos de 2012, la Red Ferroviaria Nacional declaró que pretendía transformar todo el antiguo trazado de la línea del Sabor en una vía verde, aprovechando el hecho de que la vía atravesaba el parque natural del Duero Internacional.

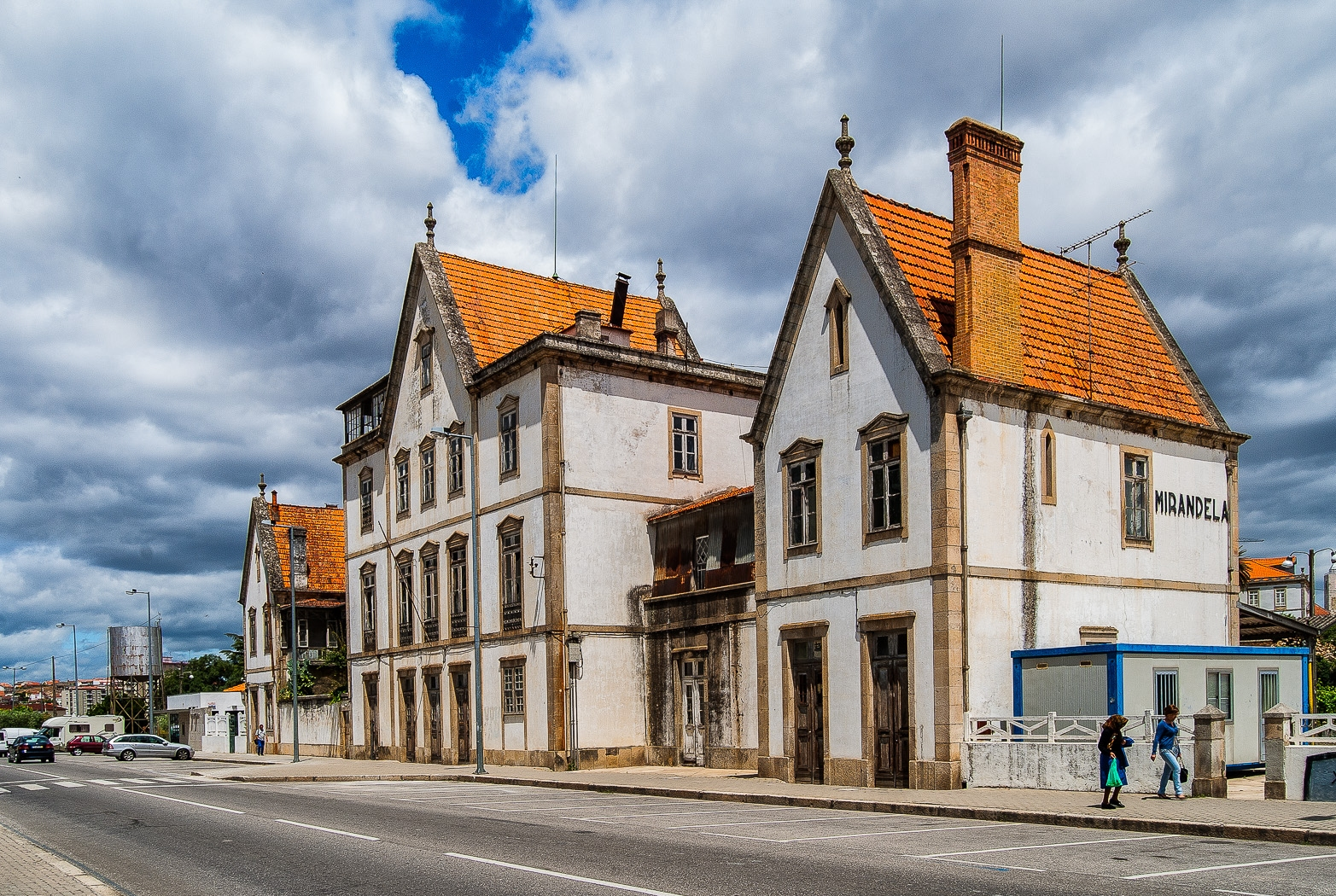
Estación de Mirandela

#### Línea del Túa
La idea de llevar el ferrocarril a Mirandela y Braganza, se vio como una solución iba al problema de las vías de comunicación en esta región, que tenía una elevada importancia económica, debido su producción de ganado, cereales y minerales, especialmente estaño. Con efecto, en 1902, ya habían sido exportados, por el tramo abierto de la línea del Túa, hasta Mirandela, más de 4 millones de kilogramos de cereales por año. El tramo Carvalhais-Braganza se encuentra cerrado a todo el tráfico ferroviario desde 1992. Esta fecha está envuelta en controversia, ya que en diciembre de 1991 se cerró el tramo Mirandela-Macedo de Cavaleiros, dejando el tramo hasta Braganza aislado de la red ferroviaria nacional. 
La operación de cierre definitivo del tramo Mirandela-Braganza ocurrió durante la noche, sin aviso previo, y simultáneamente en Braganza y Macedo de Cavaleiros. Fue registrada la presencia de fuerzas policiales, para evitar al máximo la captación de imágenes, y así mismo apartar a la población, que al saber de la operación acudió a las estaciones de estas localidades. El material circulante estacionado en estas fue retirado por carretera. Se informó que en esa noche se produjo un corte súbito en las telecomunicaciones. Debido a estos acontecimientos, el evento es recordado como A Noite do Roubo.

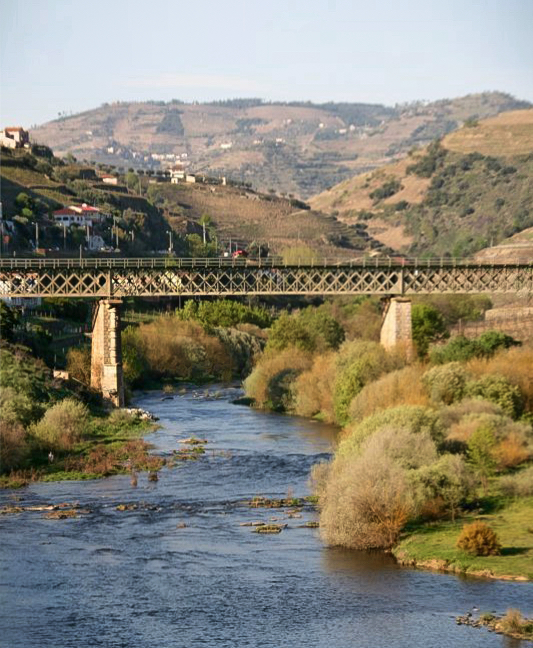
Puente del Corgo

#### Línea del Corgo
Esta línea fue planeada desde el siglo XIX, como forma de unir las estancias termales de Vidago y Pedras Salgadas, y las importantes localidades de Vila Pouca de Aguiar, Vila Real y Chaves en la línea del Duero. Una de sus infraestructuras más destacadas es el puente del Corgo.
Después de varias tentativas y concursos infructíferos, el gobierno decidió llevar a cabo la construcción de esta línea, a través de los Caminos de Hierro del Estado. Las obras se iniciaron en 1903, siendo el primer tramo, de Régua a Vila Real, inaugurado el 12 de mayo de 1906.
La línea llegó a Pedras Salgadas el 15 de julio de 1907, a Vidago el 20 de marzo de 1910, a Tâmega el 20 de junio de 1919 y a Chaves el 28 de agosto de 1921. En 1990 fue cerrado el tramo entre Chaves y Vila Real. El resto de la línea, entre Vila Real y Régua, quedó sin servicio por obras el 25 de marzo de 2009, siendo definitivamente suprimida a finales de 2011.

## Las gentes
La gente de Trás-os-Montes, conocida con el gentilicio «transmontano», parece acaso algo ruda de carácter, debido a la dureza del clima y la soledad que impregnan los paisajes de la región[cita requerida]. Por ello se ve a menudo bastante estereotipada en los rasgos austeros y en exceso lacónicos con el lenguaje. Los años de duros trabajos han hecho de la expresión Así es la vida algo cotidiano. 
Un antiguo dicho de la región de Trás-os-Montes afirma que «Para lá do Marão mandam os que lá estão» («Al otro lado de Marão, mandan los que allá viven») queriendo decir que son tan pocos sus habitantes que llegan a ser jefes y mandados al mismo tiempo. En Lisboa se ha prestado poca atención a esta región durante muchos años. De acuerdo con el padre Fontes un etnógrafo local, «a lo largo de los muchos siglos esta esquina de las esquinas de Europa, sola, en una lucha contra el suelo áspero y el clima inclemente, se ha forjado un carácter áspero de gentes valerosas, de atrevidos, de trabajadores leales, y con la fuerza de carácter única para comprender la vida».
Los transmontanos se conocen en Portugal por su abundante mesa a la hora de comer, regada convenientemente con vino, aceite de oliva, chorizo, y pan. Una imagen típica de la zona.

### Municipios

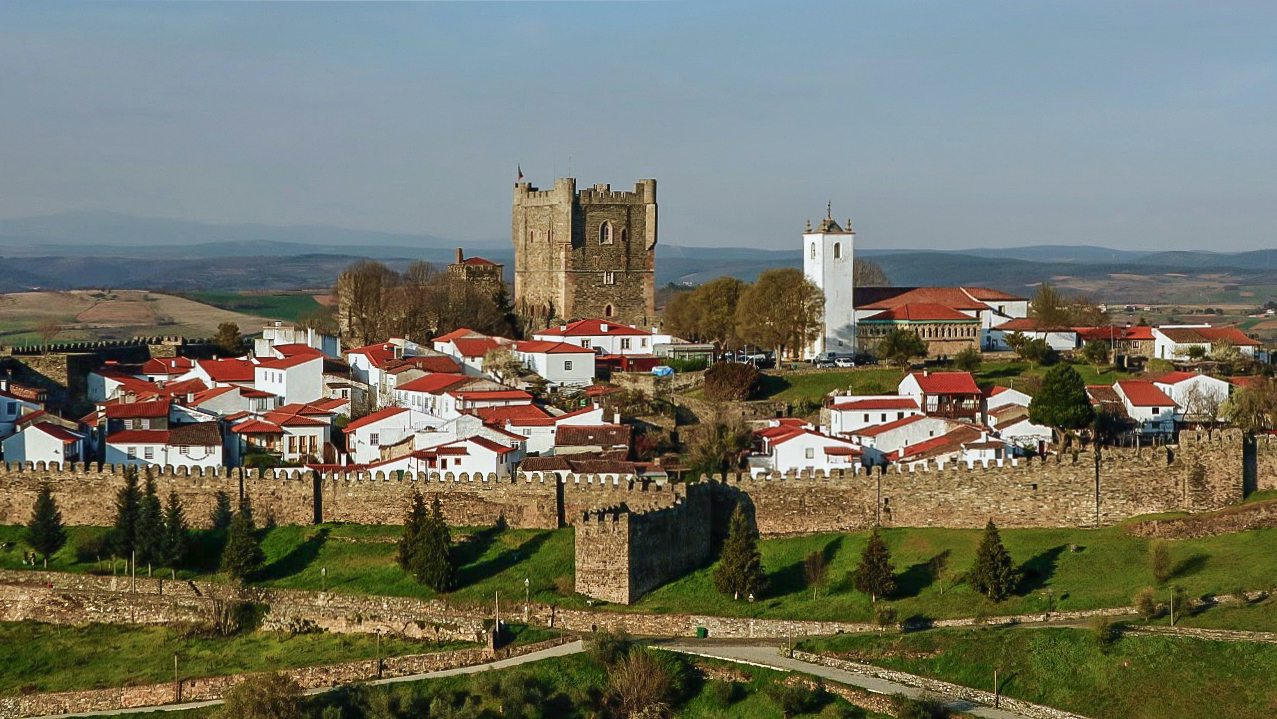
Castillo de Braganza

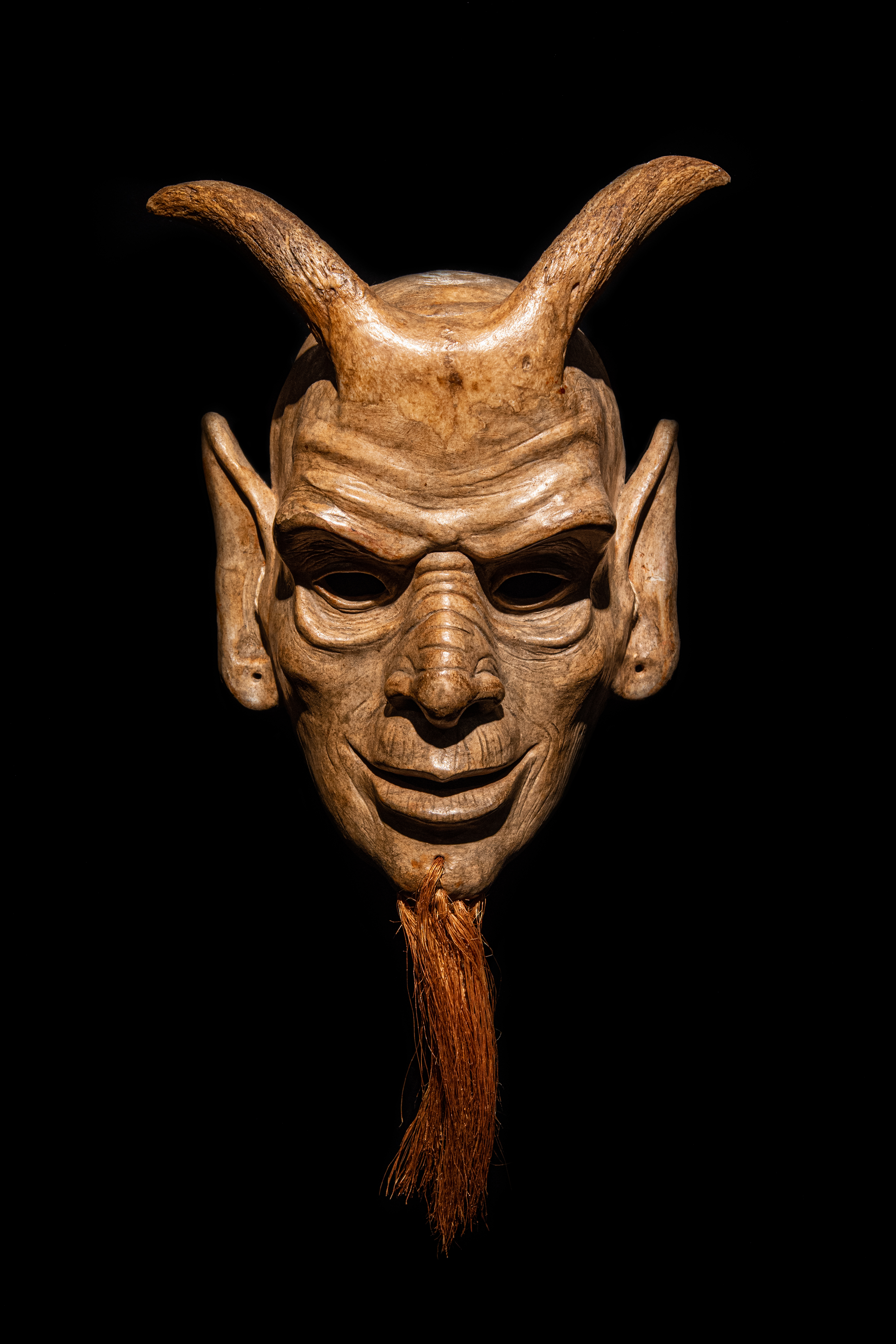
Máscara de Diabo usada en las fiestas de Carnaval

La región de Trás-os-Montes y Alto Duero incluye 31 municipios:
- Distrito de Vila Real (14 municipios): Alijó, Boticas, Chaves, Mesão Frio, Mondim de Basto, Montalegre, Murça, Peso da Régua, Ribeira de Pena, Sabrosa, Santa Marta de Penaguião, Valpaços, Vila Pouca de Aguiar y Vila Real.
- Distrito de Braganza (12 municipios): Alfândega da Fé, Braganza, Carrazeda de Ansiães, Freixo de Espada à Cinta, Macedo de Cavaleiros, Miranda de Duero, Mirandela, Mogadouro, Torre de Moncorvo, Vila Flor, Vimioso y Vinhais.
- Distrito de Viseo (4 de los 24 municipios): Armamar, Lamego, São João da Pesqueira y Tabuaço.
- Distrito de Guarda (1 de 14 municipios): Vila Nova de Foz Côa.

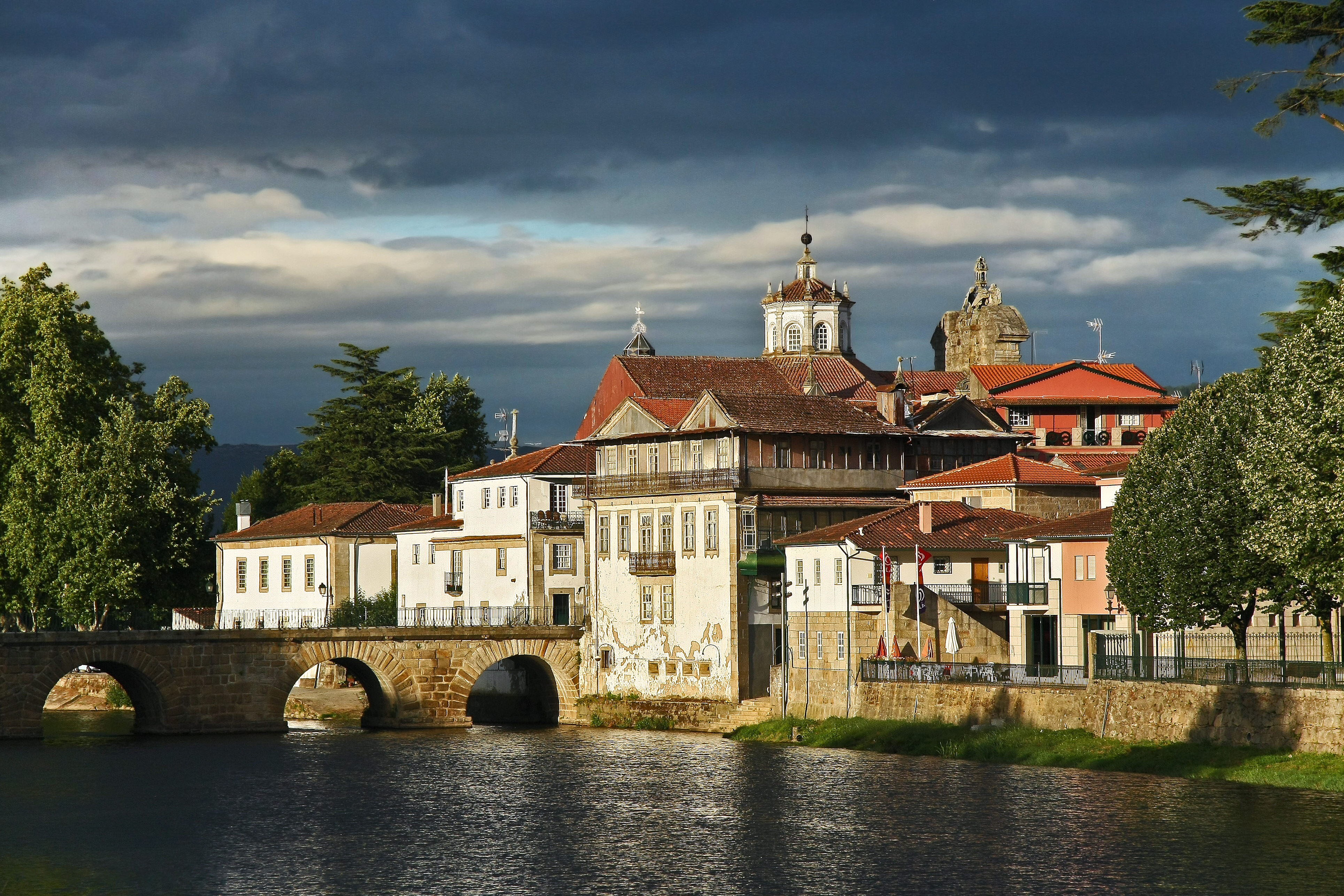
Chaves
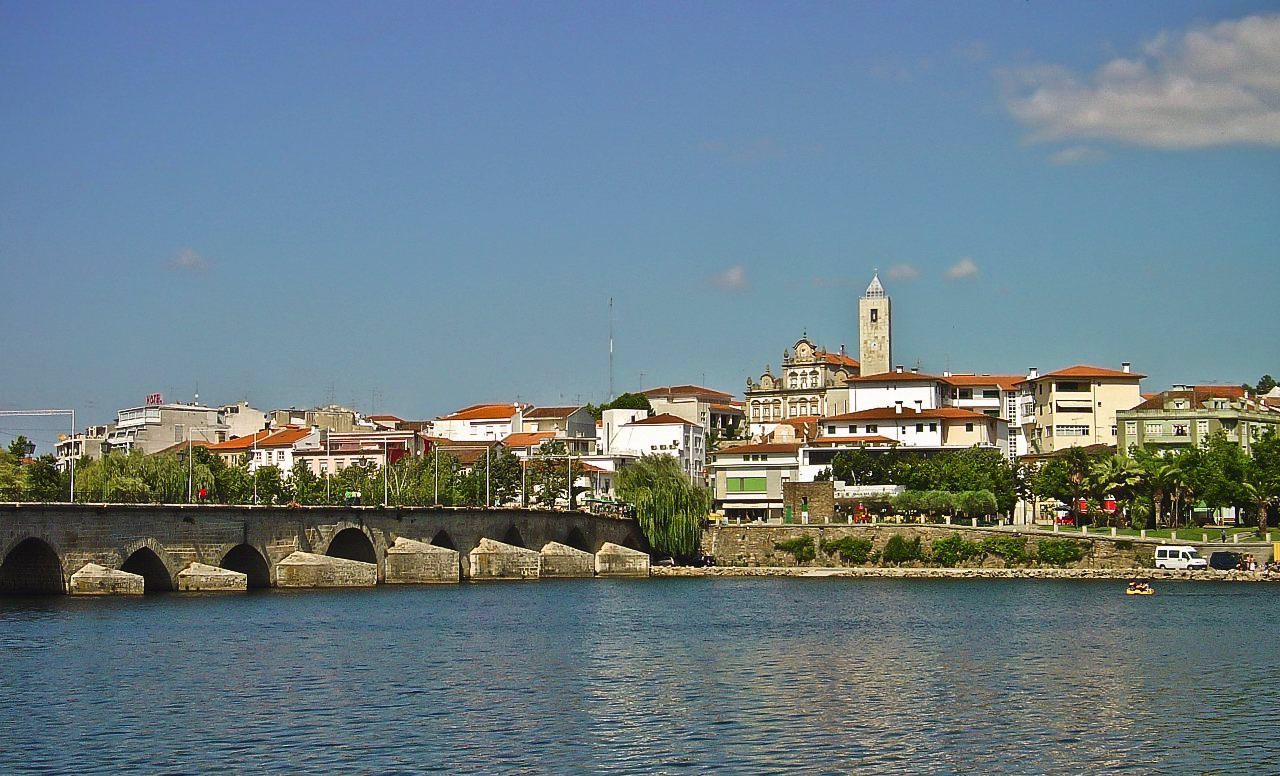
Mirandela
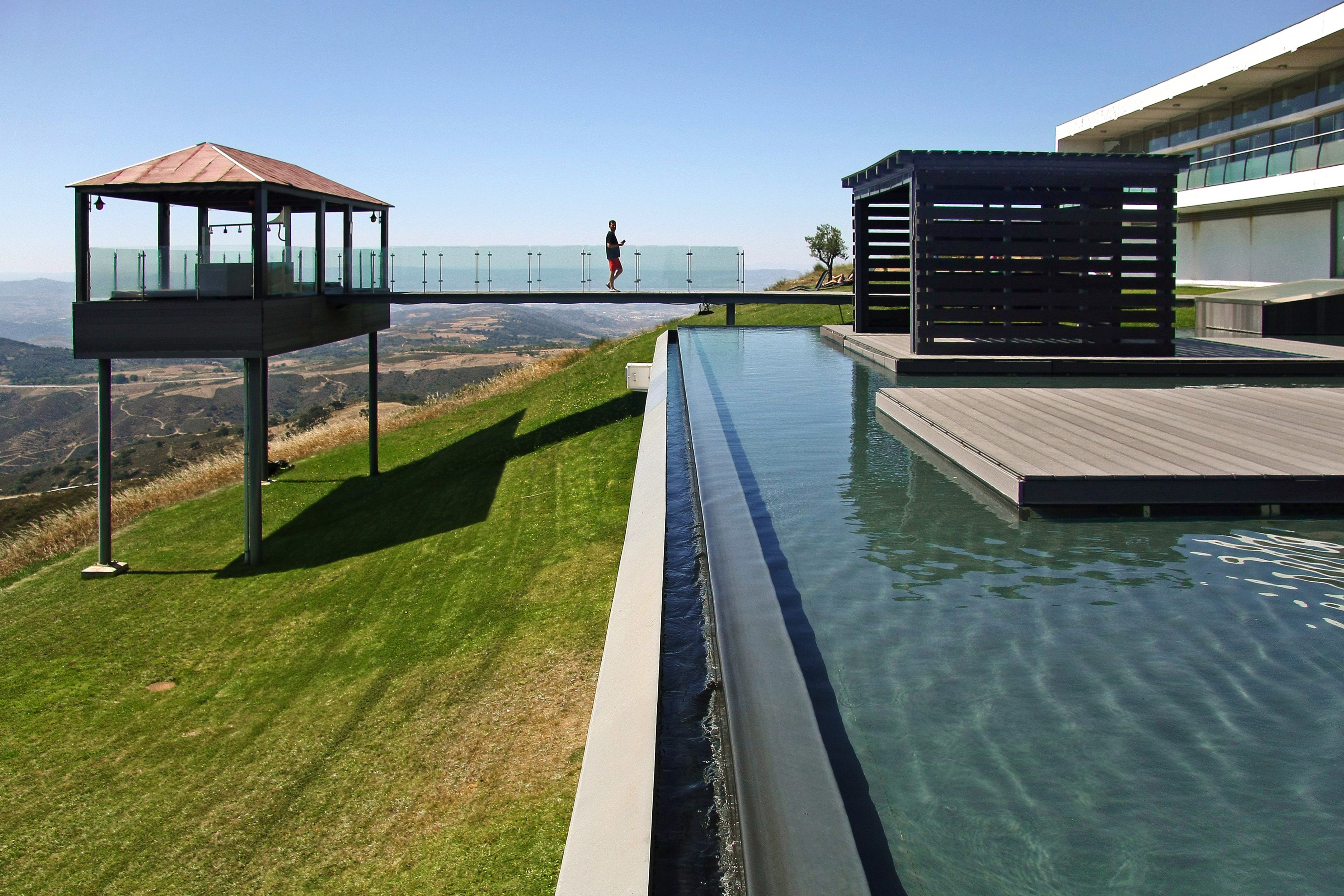
Alfândega da Fé
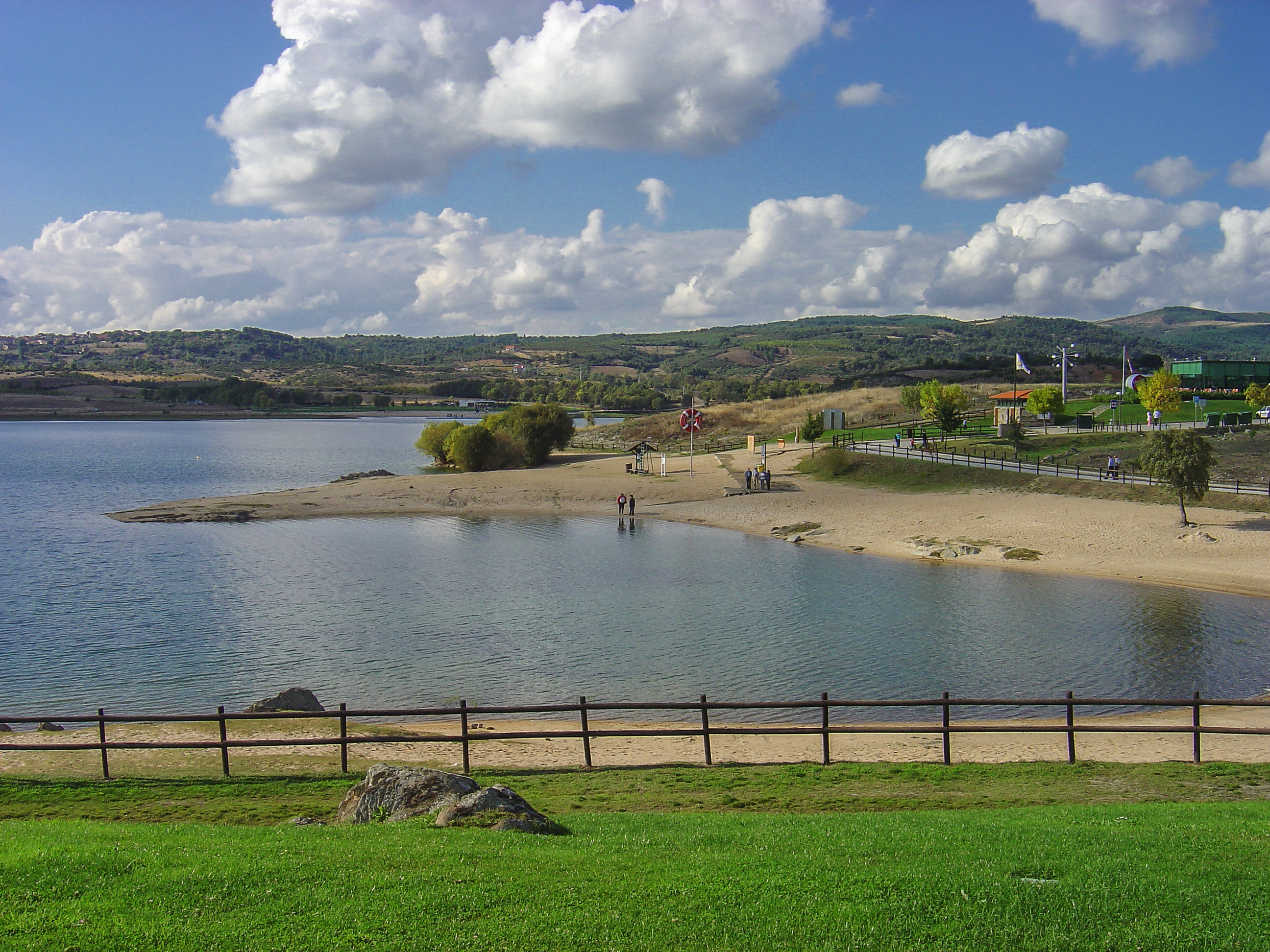
Macedo de Cavaleiros
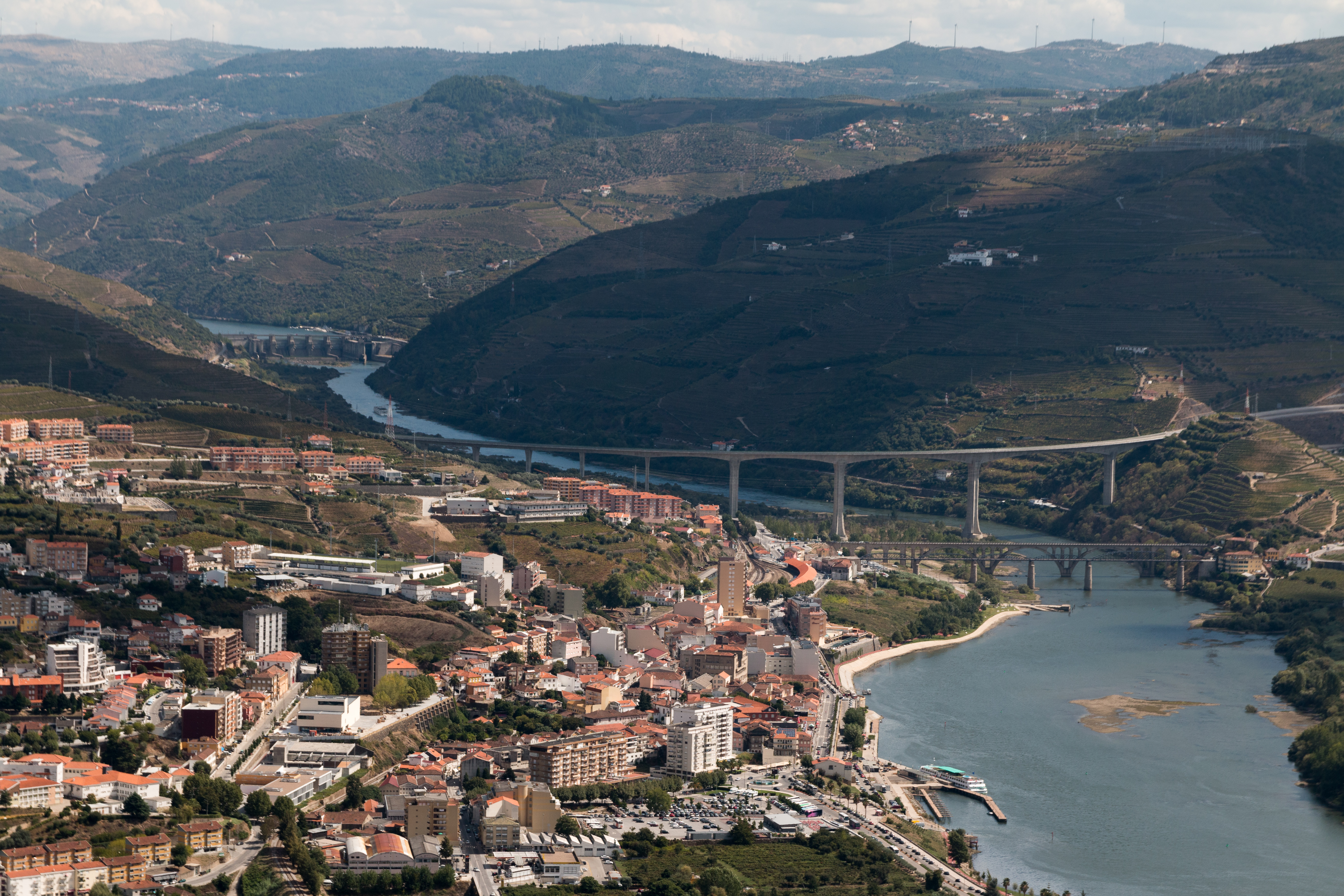
Peso da Régua
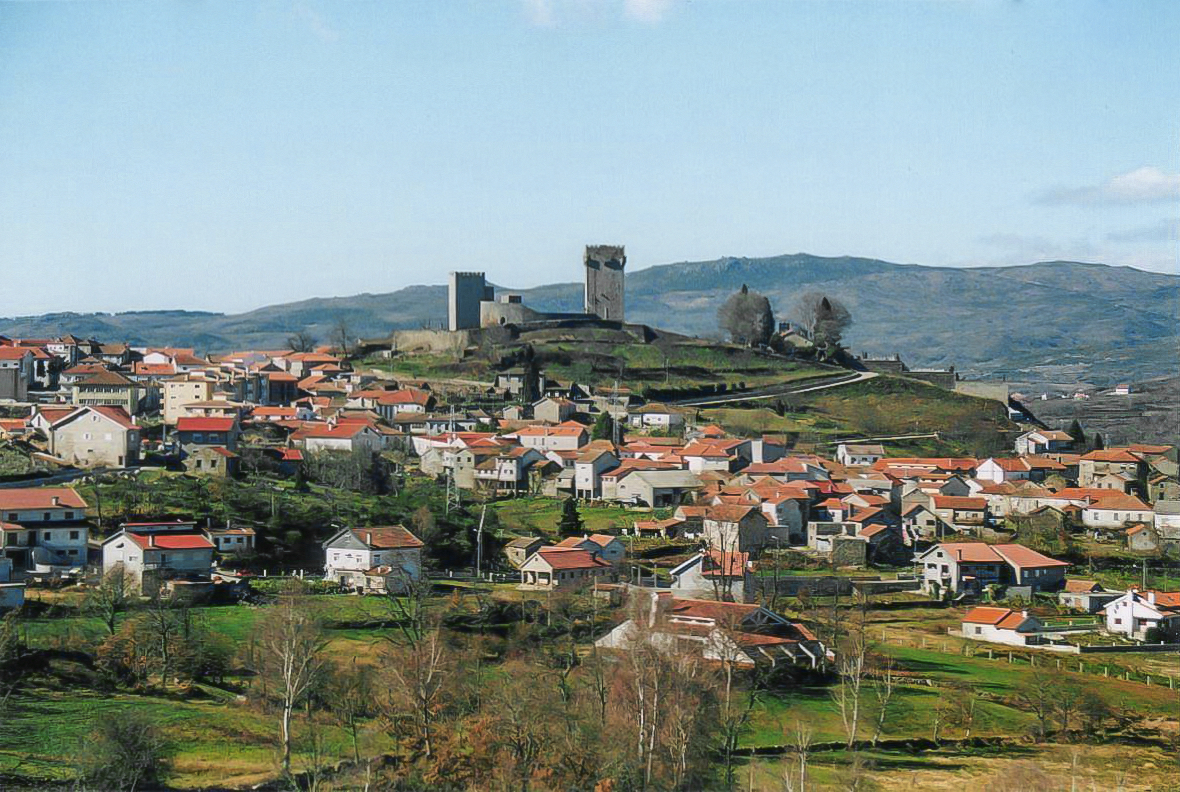
Montalegre

## Cultura

### Cultivo de castañas
Uno de los productos más identificativos de la región es la castaña. Más del 85% de las tierras dedicadas al cultivo de este fruto en Portugal se encuentran en Trás-os-Montes, concretamente unas 25 603 ha de la Tierra Fría transmontana.
En torno a la castaña se celebra todos los años la fiesta del magosto. En Vinhais se tiene lugar de forma anual la feria de la castaña. Existen muchas manifestaciones culturales vinculadas al fruto en la región y mitos o simbología en torno a los castaños.
Entre los platos más reconocidos de la cocina transmontana se encuentran el caldo de castañas transmontano, la carne de cerdo con castañas, el pastel de castañas o las falachas, así como las tradicionales castañas asadas y castañas cocidas.

### Influencia asturleonesa

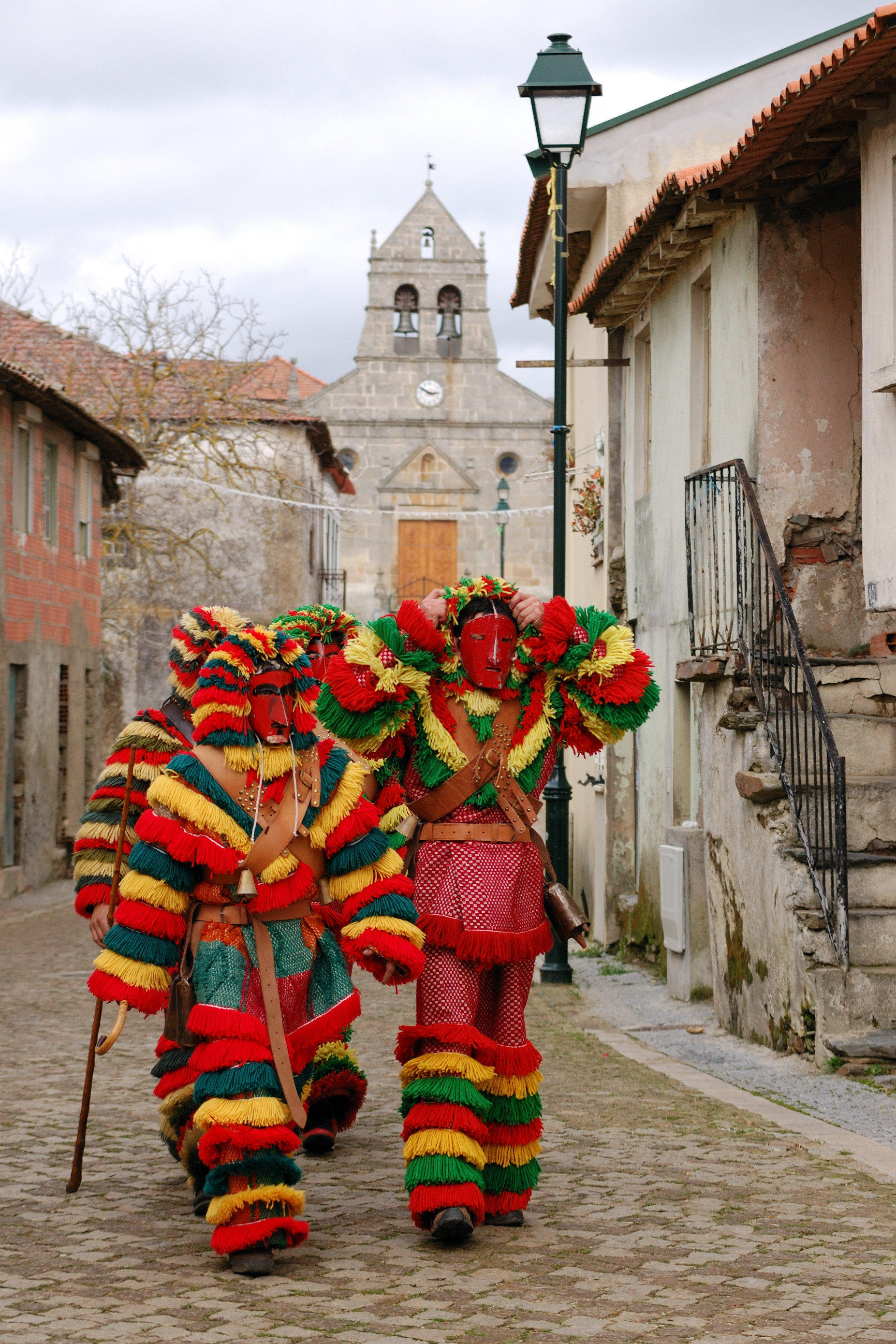
Grupo de caretos por las calles de la aldea de Podence, Macedo de Cavaleiros, distrito de Braganza

Además del portugués, en la esquina nororiental de la región, la conocida como Tierra de Miranda, se habla el mirandés, dialecto de la lengua asturleonesa, que goza de reconocimiento oficial en Trás-os-Montes en virtud de la Ley n.º 7/99, de 29 de enero de 1999, de reconocimiento oficial de derechos lingüísticos de la comunidad mirandesa. Lo hablan unas 15 000 personas en los municipios de Miranda de Duero, Mogadouro y Vimioso. Organismos internacionales como el SIL International le otorgan un código propio, otras como la Unesco lo encuadran dentro de la lengua asturleonesa.

#### Caretos de Podence

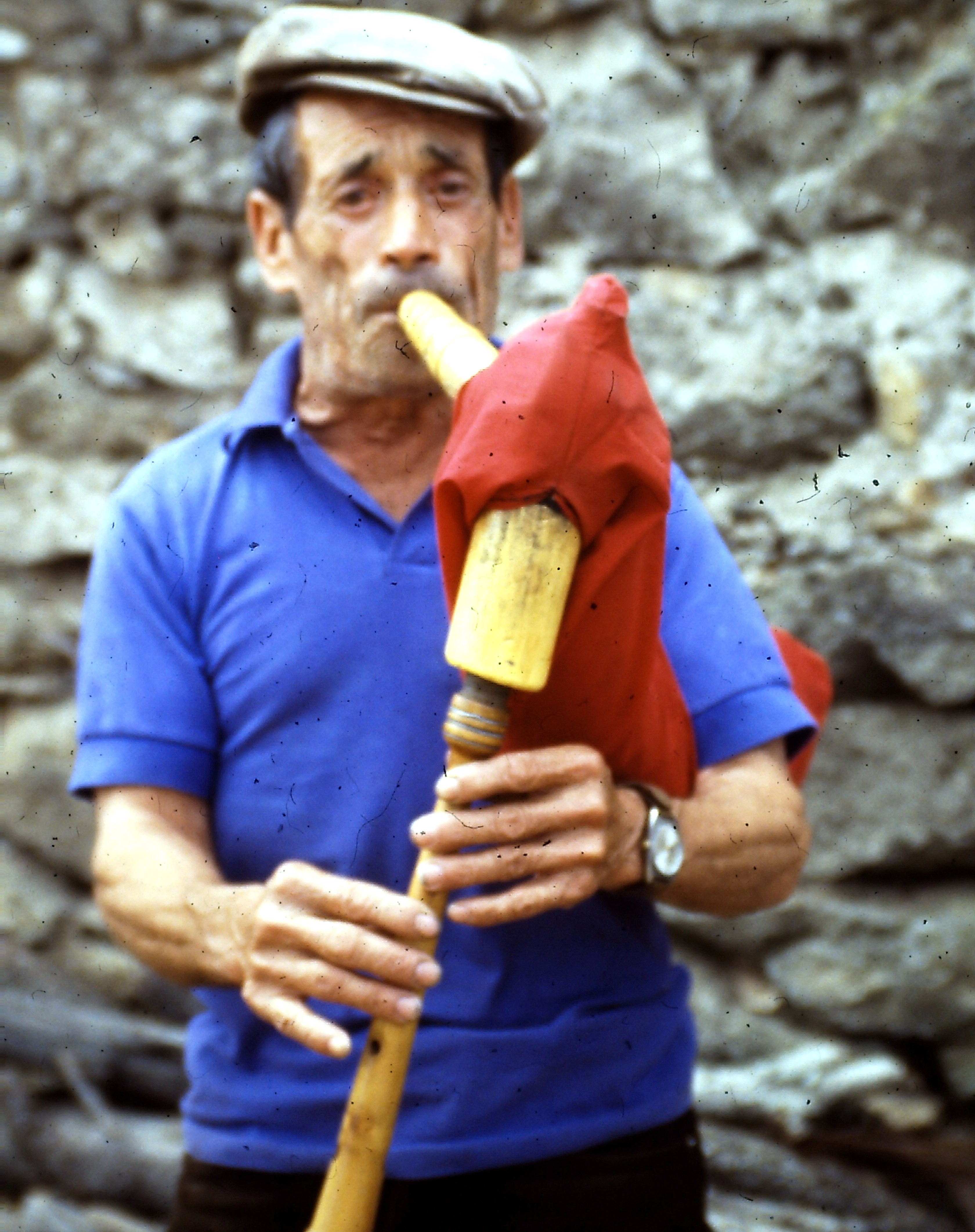
El gaitero Manuel Francisco Aires, más conocido como el Tiu Pascoal

Los Caretos de Podence es una mascarada celebrada en el pueblo de Podence, perteneciente al municipio de Macedo de Cavaleiros, que ha sido declarada patrimonio cultural inmaterial de la Humanidad por la Unesco. Insertados en las fiestas de invierno, tan características en la región de Trás-os-Montes y del Alto Duero, los Caretos representan imágenes diabólicas y misteriosas que cada año, desde tiempos inmemoriales, salen a la calle en las fiestas de carnaval. Interrumpiendo los largos silencios de cada invierno, como si salieran en secreto e impredecibles de los rincones de Podence, aparecen los Caretos y sus frenéticos cencerros bien cruzados en las franjas de color de mantas gruesas de sus trajes.
Son similares a las que se celebran en localidades de la Región Leonesa española como La Bufa de San Antón en Aldeadávila de la Ribera, en la provincia de Salamanca, o El Zangarrón de Montamarta, en la provincia de Zamora.

#### Gaita transmontana
La gaita transmontana o gaita mirandesa se encuentra entre los modelos de gaita más arcaicos conocidos, en cuanto a su afinación y modo. 
Contrariamente a lo que ocurre con la gaita gallega o la gaita escocesa, por ejemplo, la gaita mirandesa ha sido recuperada recientemente, por lo que su repertorio es casi todo tradicional, con pocas composiciones modernas. Esto se debe, en parte, al ocaso del instrumento, cuya tradición se había mantenido oralmente y ya se estaba perdiendo. Sin embargo, hoy en día hay muchas grabaciones antiguas y colecciones de este instrumento disponibles a través del trabajo de muchos etnomusicólogos. Comparte diversos aspectos estructurales con la gaita sanabresa o la alistana.

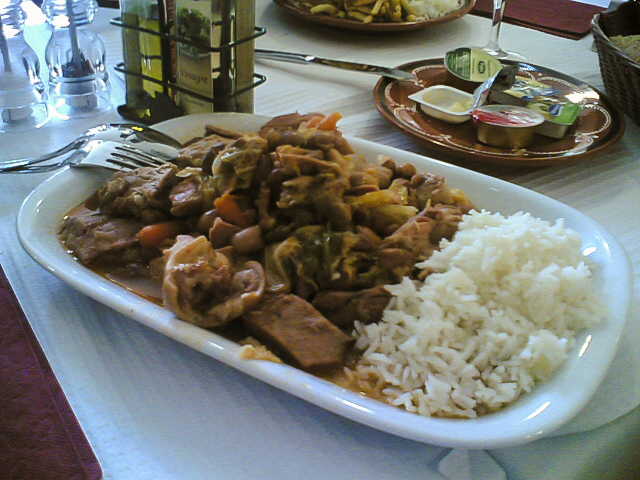
Feijoada à transmontana

### Gastronomía

#### Feijoada a la transmontana
La feijoada a la transmontana es una versión muy popular de este plato típico portugués. Se hace con judías rojas, carne de cerdo o de ternera, chorizo, tomate, zanahoria y acelgas, que normalmente se acompaña de arroz seco. Es un plato consistente, de los denominados platos de invierno, que le daban a los paisanos transmontanos la energía necesaria para afrontar con éxito las labores del rudo y ondulado campo transmontano. Cuenta con multitud de sabores y texturas variadas. Las clases altas la elaboraban más con ternera, las bajas con cerdo. Eran las dos carnes más habituales de la alimentación base de la época. Comer ternera y pollo a diario era un privilegio de las clases más altas.

#### Bacalao a la transmotana
El bacalao es un alimento muy reconocido de la gastronomía portuguesa. La versión de Trás-os-Montes lleva jamón, patata, ajo, tomate, cebolla, huevo cocido y un toque de vino de Oporto.

#### Cuscos
Los cuscos fueron introducidos en la gastronomía transmontana hace varios siglos por influencia musulmana o judía, pues similar al cuscús, alimento muy popular entre mulsumanes y judíos. Se producen como masa de harina de trigo, que antiguamente venían a substituir al arroz o a la pasta. La carola, como se llama a los cuscos cocidos al vapor, se consume en el desayuno o la merienda, solos o con azúcar y miel. Hoy, se han convertido en un producto gourmet utilizado por muchos chefs. Secos se cocinan de forma similar al arroz y se combinan con productos locales como embutidos, setas, verduras o carnes. También se preparan cuscos dulces, con leche y canela, formando un plato idéntico al arroz con leche.

### Cine
- Trás-os-Montes (1976), de Margarida Cordeiro y António Reis, joya del Novo Cinema portugués.